# Lista över medaljörer vid olympiska sommarspelen 2024
Detta är en lista över medaljörer vid olympiska sommarspelen 2024. OS 2024 arrangerades i Paris den 26 juli till 11 augusti 2024.
| Innehållsförteckning |
| --- |
| Badminton Basket Bordtennis Boxning Brottning Breaking Brottning Bågskytte Cykelsport Fotboll Friidrott Fäktning Golf Gymnastik Handboll Judo Kanotsport Konstsim Landhockey Modern femkamp Ridsport Rodd Rugby Segling Simhopp Simning Skateboard Skytte Sportklättring Surfing Taekwondo Tennis Triathlon Tyngdlyftning Vattenpolo Volleyboll |
| Källor |

## Badminton
| Gren                    | Guld                                   | Silver                           | Brons                               |
| Damsingel Detaljer...   | An Se-young Sydkorea                   | He Bingjiao Kina                 | Gregoria Mariska Tunjung Indonesien |
| Damdubbel Detaljer...   | Kina Chen Qingchen Jia Yifan           | Kina Liu Shengshu Tan Ning       | Japan Nami Matsuyama Chiharu Shida  |
|                         |                                        |                                  |                                     |
| Herrsingel Detaljer...  | Viktor Axelsen Danmark                 | Kunlavut Vitidsarn Thailand      | Lee Zii Jia Malaysia                |
| Herrdubbel Detaljer...  | Kinesiska Taipei Lee Yang Wang Chi-lin | Kina Liang Weikeng Wang Chang    | Malaysia Aaron Chia Soh Wooi Yik    |
|                         |                                        |                                  |                                     |
| Mixeddubbel Detaljer... | Kina Zheng Siwei Huang Yaqiong         | Sydkorea Kim Won-ho Jeong Na-eun | Japan Yuta Watanabe Arisa Higashino |

Denna tabell: visa • redigera

## Basket
| Basket                          | Guld | Silver | Brons |
| Damernas turnering Detaljer...  | USA Napheesa Collier Kahleah Copper Chelsea Gray Brittney Griner Sabrina Ionescu Jewell Loyd Kelsey Plum Breanna Stewart Diana Taurasi Alyssa Thomas A'ja Wilson Jackie Young | Frankrike Valériane Ayayi Marième Badiane Romane Bernies Alexia Chery Marine Fauthoux Marine Johannès Leïla Lacan Dominique Malonga Sarah Michel Iliana Rupert Janelle Salaün Gabby Williams       | Australien Amy Atwell Isobel Borlase Cayla George Lauren Jackson Tess Madgen Ezi Magbegor Jade Melbourne Alanna Smith Stephanie Talbot Marianna Tolo Kristy Wallace Sami Whitcomb             |
| Herrarnas turnering Detaljer... | USA Bam Adebayo Devin Booker Stephen Curry Anthony Davis Kevin Durant Anthony Edwards Joel Embiid Tyrese Haliburton Jrue Holiday LeBron James Jayson Tatum Derrick White      | Frankrike Andrew Albicy Nicolas Batum Isaïa Cordinier Bilal Coulibaly Nando de Colo Evan Fournier Rudy Gobert Mathias Lessort Frank Ntilikina Matthew Strazel Victor Wembanyama Guerschon Yabusele | Serbien Aleksa Avramović Bogdan Bogdanović Dejan Davidovac Ognjen Dobrić Marko Gudurić Nikola Jokić Nikola Jović Vanja Marinković Vasilije Micić Nikola Milutinov Filip Petrušev Uroš Plavšić |

| 3x3                             | Guld                                                                        | Silver                                                                       | Brons                                                                         |
| Damernas turnering Detaljer...  | Tyskland Marie Reichert Elisa Mevius Sonja Greinacher Svenja Brunckhorst    | Spanien Vega Gimeno Sandra Ygueravide Juana Camilión Gracia Alonso de Armiño | USA Dearica Hamby Cierra Burdick Hailey Van Lith Rhyne Howard                 |
| Herrarnas turnering Detaljer... | Nederländerna Jan Driessen Dimeo van der Horst Arvin Slagter Worthy de Jong | Frankrike Lucas Dussoulier Timothé Vergiat Jules Rambaut Franck Seguela      | Litauen Šarūnas Vingelis Gintautas Matulis Aurelijus Pukelis Evaldas Džiaugys |

Denna tabell: visa • redigera

## Bordtennis
| Gren                             | Guld                                  | Silver                                                   | Brons                                            |
| Damsingel Detaljer...            | Chen Meng Kina                        | Sun Yingsha Kina                                         | Hina Hayata Japan                                |
| Damernas lagtävling Detaljer...  | Kina Sun Yingsha Wang Manyu Chen Meng | Japan Hina Hayata Miwa Harimoto Miu Hirano               | Sydkorea Shin Yu-bin Jeon Ji-hee Lee Eun-hye     |
|                                  |                                       |                                                          |                                                  |
| Herrsingel Detaljer...           | Fan Zhendong Kina                     | Truls Möregårdh Sverige                                  | Félix Lebrun Frankrike                           |
| Herrarnas lagtävling Detaljer... | Kina Fan Zhendong Ma Long Wang Chuqin | Sverige Anton Källberg Kristian Karlsson Truls Möregårdh | Frankrike Simon Gauzy Alexis Lebrun Félix Lebrun |
|                                  |                                       |                                                          |                                                  |
| Mixeddubbel Detaljer...          | Kina Wang Chuqin Sun Yingsha          | Nordkorea Ri Jong-sik Kim Kum-yong                       | Sydkorea Lim Jong-hoon Shin Yu-bin               |

Denna tabell: visa • redigera

## Boxning
| Damer                          | Guld                         | Silver                     | Brons                           |
| Flugvikt (50 kg) Detaljer...   | Wu Yu Kina                   | Buse Naz Çakıroğlu Turkiet | Nazym Kyzaibay Kazakstan        |
| Flugvikt (50 kg) Detaljer...   | Wu Yu Kina                   | Buse Naz Çakıroğlu Turkiet | Aira Villegas Filippinerna      |
| Bantamvikt (54 kg) Detaljer... | Chang Yuan Kina              | Hatice Akbaş Turkiet       | Pang Chol-mi Nordkorea          |
| Bantamvikt (54 kg) Detaljer... | Chang Yuan Kina              | Hatice Akbaş Turkiet       | Im Ae-ji Sydkorea               |
| Fjädervikt (57 kg) Detaljer... | Lin Yu-ting Kinesiska Taipei | Julia Szeremeta Polen      | Esra Yıldız Turkiet             |
| Fjädervikt (57 kg) Detaljer... | Lin Yu-ting Kinesiska Taipei | Julia Szeremeta Polen      | Nesthy Petecio Filippinerna     |
| Lättvikt (60 kg) Detaljer...   | Kellie Harrington Irland     | Yang Wenlu Kina            | Wu Shih-yi Kinesiska Taipei     |
| Lättvikt (60 kg) Detaljer...   | Kellie Harrington Irland     | Yang Wenlu Kina            | Beatriz Ferreira Brasilien      |
| Weltervikt (66 kg) Detaljer... | Imane Khelif Algeriet        | Yang Liu Kina              | Janjaem Suwannapheng Thailand   |
| Weltervikt (66 kg) Detaljer... | Imane Khelif Algeriet        | Yang Liu Kina              | Chen Nien-chin Kinesiska Taipei |
| Mellanvikt (75 kg) Detaljer... | Li Qian Kina                 | Atheyna Bylon Panama       | Caitlin Parker Australien       |
| Mellanvikt (75 kg) Detaljer... | Li Qian Kina                 | Atheyna Bylon Panama       | Cindy Ngamba Flyktingidrottare  |

| Herrar                             | Guld                               | Silver                             | Brons                                    |
| Flugvikt (51 kg) Detaljer...       | Hasanboy Dusmatov Uzbekistan       | Billal Bennama Frankrike           | Junior Alcántara Dominikanska republiken |
| Flugvikt (51 kg) Detaljer...       | Hasanboy Dusmatov Uzbekistan       | Billal Bennama Frankrike           | Daniel Varela de Pina Kap Verde          |
| Fjädervikt (57 kg) Detaljer...     | Abdumalik Khalokov Uzbekistan      | Munarbek Seiitbek Uulu Kirgizistan | Charlie Senior Australien                |
| Fjädervikt (57 kg) Detaljer...     | Abdumalik Khalokov Uzbekistan      | Munarbek Seiitbek Uulu Kirgizistan | Javier Ibáñez Bulgarien                  |
| Lättvikt (63,5 kg) Detaljer...     | Erislandy Álvarez Kuba             | Sofiane Oumiha Frankrike           | Wyatt Sanford Kanada                     |
| Lättvikt (63,5 kg) Detaljer...     | Erislandy Álvarez Kuba             | Sofiane Oumiha Frankrike           | Lasja Guruli Georgien                    |
| Weltervikt (71 kg) Detaljer...     | Asadkhuja Muydinkhujaev Uzbekistan | Marco Verde Mexiko                 | Omari Jones USA                          |
| Weltervikt (71 kg) Detaljer...     | Asadkhuja Muydinkhujaev Uzbekistan | Marco Verde Mexiko                 | Lewis Richardson Storbritannien          |
| Lätt tungvikt (80 kg) Detaljer...  | Oleksandr Chyzjnjak Ukraina        | Nurbek Oralbay Kazakstan           | Cristian Pinales Dominikanska republiken |
| Lätt tungvikt (80 kg) Detaljer...  | Oleksandr Chyzjnjak Ukraina        | Nurbek Oralbay Kazakstan           | Arlen López Kuba                         |
| Tungvikt (92 kg) Detaljer...       | Lazizbek Mullojonov Uzbekistan     | Loren Alfonso Azerbajdzjan         | Enmanuel Reyes Spanien                   |
| Tungvikt (92 kg) Detaljer...       | Lazizbek Mullojonov Uzbekistan     | Loren Alfonso Azerbajdzjan         | Davlat Boltaev Tadzjikistan              |
| Supertungvikt (+92 kg) Detaljer... | Bakhodir Jalolov Uzbekistan        | Ayoub Ghadfa Spanien               | Nelvie Tiafack Tyskland                  |
| Supertungvikt (+92 kg) Detaljer... | Bakhodir Jalolov Uzbekistan        | Ayoub Ghadfa Spanien               | Djamili-Dini Aboudou Moindze Frankrike   |

Denna tabell: visa • redigera

## Breaking
| Breaking            | Guld                          | Silver                          | Brons                      |
| B-Boys Detaljer...  | Philip Kim Phil Wizard Kanada | Danis Civil Dany Dann Frankrike | Victor Montalvo Victor USA |
| B-Girls Detaljer... | Ami Yuasa Ami Japan           | Dominika Banevič Nicka Litauen  | Liu Qingyi 671 Kina        |

Denna tabell: visa • redigera

## Brottning
| Damer, fristil    | Guld                  | Silver                           | Brons                          |
| 50 kg Detaljer... | Sarah Hildebrandt USA | Yusneylys Guzmán Kuba            | Yui Susaki Japan               |
| 50 kg Detaljer... | Sarah Hildebrandt USA | Yusneylys Guzmán Kuba            | Feng Ziqi Kina                 |
| 53 kg Detaljer... | Akari Fujinami Japan  | Lucía Yépez Ecuador              | Choe Hyo-gyong Nordkorea       |
| 53 kg Detaljer... | Akari Fujinami Japan  | Lucía Yépez Ecuador              | Pang Qianyu Kina               |
| 57 kg Detaljer... | Tsugumi Sakurai Japan | Anastasia Nichita Moldavien      | Helen Maroulis USA             |
| 57 kg Detaljer... | Tsugumi Sakurai Japan | Anastasia Nichita Moldavien      | Hong Kexin Kina                |
| 62 kg Detaljer... | Sakura Motoki Japan   | Iryna Koljadenko Ukraina         | Aisuluu Tynybekova Kirgizistan |
| 62 kg Detaljer... | Sakura Motoki Japan   | Iryna Koljadenko Ukraina         | Grace Bullen Norge             |
| 68 kg Detaljer... | Amit Elor USA         | Meerim Zjumanazarova Kirgizistan | Buse Tosun Çavuşoğlu Turkiet   |
| 68 kg Detaljer... | Amit Elor USA         | Meerim Zjumanazarova Kirgizistan | Nonoka Ozaki Japan             |
| 76 kg Detaljer... | Yuka Kagami Japan     | Kennedy Blades USA               | Milaimys Marín Kuba            |
| 76 kg Detaljer... | Yuka Kagami Japan     | Kennedy Blades USA               | Tatiana Rentería Colombia      |

| Herrar, fristil    | Guld                        | Silver                      | Brons                               |
| 57 kg Detaljer...  | Rei Higuchi Japan           | Spencer Lee USA             | Aman Sehrawat Indien                |
| 57 kg Detaljer...  | Rei Higuchi Japan           | Spencer Lee USA             | Gulomjon Abdullaev Uzbekistan       |
| 65 kg Detaljer...  | Kotaro Kiyooka Japan        | Rahman Amouzad Iran         | Sebastian Rivera Puerto Rico        |
| 65 kg Detaljer...  | Kotaro Kiyooka Japan        | Rahman Amouzad Iran         | Islam Dudajev Albanien              |
| 74 kg Detaljer...  | Razambek Jamalov Uzbekistan | Daichi Takatani Japan       | Kyle Dake USA                       |
| 74 kg Detaljer...  | Razambek Jamalov Uzbekistan | Daichi Takatani Japan       | Chermen Valiev Albanien             |
| 86 kg Detaljer...  | Magomed Ramazanov Bulgarien | Hassan Yazdani Iran         | Aaron Brooks USA                    |
| 86 kg Detaljer...  | Magomed Ramazanov Bulgarien | Hassan Yazdani Iran         | Dauren Kurugliev Grekland           |
| 97 kg Detaljer...  | Achmed Tazjudinov Bahrain   | Givi Matjarasjvili Georgien | Magomedkhan Magomedov Azerbajdzjan  |
| 97 kg Detaljer...  | Achmed Tazjudinov Bahrain   | Givi Matjarasjvili Georgien | Amir Ali Azarpira Iran              |
| 125 kg Detaljer... | Geno Petriasjvili Georgien  | Amir Hossein Zare Iran      | Taha Akgül Turkiet                  |
| 125 kg Detaljer... | Geno Petriasjvili Georgien  | Amir Hossein Zare Iran      | Giorgi Meshvildishvili Azerbajdzjan |

| Herrar, grekisk-romersk stil | Guld                      | Silver                     | Brons                              |
| 60 kg Detaljer...            | Kenichiro Fumita Japan    | Cao Liguo Kina             | Zjolaman Sjarsjenbekov Kirgizistan |
| 60 kg Detaljer...            | Kenichiro Fumita Japan    | Cao Liguo Kina             | Ri Se-ung Nordkorea                |
| 67 kg Detaljer...            | Saeid Esmaeili Iran       | Parviz Nasibov Ukraina     | Häsrät Cäfärov Azerbajdzjan        |
| 67 kg Detaljer...            | Saeid Esmaeili Iran       | Parviz Nasibov Ukraina     | Luis Orta Kuba                     |
| 77 kg Detaljer...            | Nao Kusaka Japan          | Demeu Zjadyrajev Kazakstan | Malchas Amojan Armenien            |
| 77 kg Detaljer...            | Nao Kusaka Japan          | Demeu Zjadyrajev Kazakstan | Akzjol Machmudov Kirgizistan       |
| 87 kg Detaljer...            | Semen Novikov Bulgarien   | Alireza Mohmadi Iran       | Zjan Belenjuk Ukraina              |
| 87 kg Detaljer...            | Semen Novikov Bulgarien   | Alireza Mohmadi Iran       | Turpal Bisultanov Danmark          |
| 97 kg Detaljer...            | Mohammad Hadi Saravi Iran | Artur Aleksanjan Armenien  | Gabriel Rosillo Kuba               |
| 97 kg Detaljer...            | Mohammad Hadi Saravi Iran | Artur Aleksanjan Armenien  | Üzür Zjüsüpbekov Kirgizistan       |
| 130 kg Detaljer...           | Mijaín López Kuba         | Yasmani Acosta Chile       | Amin Mirzazadeh Iran               |
| 130 kg Detaljer...           | Mijaín López Kuba         | Yasmani Acosta Chile       | Meng Lingzhe Kina                  |

Denna tabell: visa • redigera

## Bågskytte
| Gren                             | Guld                                              | Silver                                                          | Brons                                                   |  |  |  |
| Damernas tävling Detaljer...     | Lim Si-hyeon Sydkorea                             | Nam Su-hyeon Sydkorea                                           | Lisa Barbelin Frankrike                                 |  |  |  |
| Damernas lagtävling Detaljer...  | Sydkorea Jeon Hun-young Lim Si-hyeon Nam Su-hyeon | Kina An Qixuan Li Jiaman Yang Xiaolei                           | Mexiko Ángela Ruiz Alejandra Valencia Ana Paula Vázquez |  |  |  |
|                                  |                                                   |                                                                 |                                                         |  |  |  |
| Herrarnas tävling Detaljer...    | Kim Woo-jin Sydkorea                              | Brady Ellison USA                                               | Lee Woo-seok Sydkorea                                   |  |  |  |
| Herrarnas lagtävling Detaljer... | Sydkorea Kim Je-deok Kim Woo-jin Lee Woo-seok     | Frankrike Baptiste Addis Thomas Chirault Jean-Charles Valladont | Turkiet Mete Gazoz Berkim Tümer Abdullah Yıldırmış      |  |  |  |
|                                  |                                                   |                                                                 |                                                         |  |  |  |
| Mixedlag Detaljer...             | Sydkorea Kim Woo-jin Lim Si-hyeon                 | Tyskland Florian Unruh Michelle Kroppen                         | USA Brady Ellison Casey Kaufhold                        |  |  |  |

Denna tabell: visa • redigera

## Cykelsport
| Bancykling                           | Guld                                                               | Silver                                                                              | Brons                                                                 |
| Damernas sprint Detaljer...          | Ellesse Andrews Nya Zeeland                                        | Lea Sophie Friedrich Tyskland                                                       | Emma Finucane Storbritannien                                          |
| Damernas lagsprint Detaljer...       | Storbritannien Katy Marchant Sophie Capewell Emma Finucane         | Nya Zeeland Rebecca Petch Shaane Fulton Ellesse Andrews                             | Tyskland Pauline Grabosch Emma Hinze Lea Sophie Friedrich             |
| Damernas keirin Detaljer...          | Ellesse Andrews Nya Zeeland                                        | Hetty van de Wouw Nederländerna                                                     | Emma Finucane Storbritannien                                          |
| Damernas madison Detaljer...         | Italien Chiara Consonni Vittoria Guazzini                          | Storbritannien Elinor Barker Neah Evans                                             | Nederländerna Maike van der Duin Lisa van Belle                       |
| Damernas omnium Detaljer...          | Jennifer Valente USA                                               | Daria Pikulik Polen                                                                 | Ally Wollaston Nya Zeeland                                            |
| Damernas lagförföljelse Detaljer...  | USA Jennifer Valente Lily Williams Chloé Dygert Kristen Faulkner   | Nya Zeeland Ally Wollaston Bryony Botha Emily Shearman Nicole Shields               | Storbritannien Elinor Barker Josie Knight Anna Morris Jessica Roberts |
| Herrarnas sprint Detaljer...         | Harrie Lavreysen Nederländerna                                     | Matthew Richardson Australien                                                       | Jack Carlin Storbritannien                                            |
| Herrarnas lagsprint Detaljer...      | Nederländerna Roy van den Berg Harrie Lavreysen Jeffrey Hoogland   | Storbritannien Ed Lowe Hamish Turnbull Jack Carlin                                  | Australien Leigh Hoffman Matthew Richardson Matthew Glaetzer          |
| Herrarnas keirin Detaljer...         | Harrie Lavreysen Nederländerna                                     | Matthew Richardson Australien                                                       | Matthew Glaetzer Australien                                           |
| Herrarnas madison Detaljer...        | Portugal Iúri Leitão Rui Oliveira                                  | Italien Simone Consonni Elia Viviani                                                | Danmark Niklas Larsen Michael Mørkøv                                  |
| Herrarnas omnium Detaljer...         | Benjamin Thomas Frankrike                                          | Iúri Leitão Portugal                                                                | Fabio Van den Bossche Belgien                                         |
| Herrarnas lagförföljelse Detaljer... | Australien Oliver Bleddyn Sam Welsford Conor Leahy Kelland O'Brien | Storbritannien Ethan Hayter Daniel Bigham Charlie Tanfield Ethan Vernon Oliver Wood | Italien Simone Consonni Filippo Ganna Francesco Lamon Jonathan Milan  |

| BMX                             | Guld                       | Silver                       | Brons                      |
| Damernas freestyle Detaljer...  | Deng Yawen Kina            | Perris Benegas USA           | Natalya Diehm Australien   |
| Damernas racing Detaljer...     | Saya Sakakibara Australien | Manon Veenstra Nederländerna | Zoé Claessens Schweiz      |
| Herrarnas freestyle Detaljer... | José Torres Gil Argentina  | Kieran Reilly Storbritannien | Anthony Jeanjean Frankrike |
| Herrarnas racing Detaljer...    | Joris Daudet Frankrike     | Sylvain André Frankrike      | Romain Mahieu Frankrike    |

| Landsvägscykling                | Guld                    | Silver                        | Brons                        |
| Damernas linjelopp Detaljer...  | Kristen Faulkner USA    | Marianne Vos Nederländerna    | Lotte Kopecky Belgien        |
| Damernas tempolopp Detaljer...  | Grace Brown Australien  | Anna Henderson Storbritannien | Chloé Dygert USA             |
| Herrarnas linjelopp Detaljer... | Remco Evenepoel Belgien | Valentin Madouas Frankrike    | Christophe Laporte Frankrike |
| Herrarnas tempolopp Detaljer... | Remco Evenepoel Belgien | Filippo Ganna Italien         | Wout van Aert Belgien        |

| Mountainbike                      | Guld                             | Silver                    | Brons                   |
| Damernas terränglopp Detaljer...  | Pauline Ferrand-Prévot Frankrike | Haley Batten USA          | Jenny Rissveds Sverige  |
| Herrarnas terränglopp Detaljer... | Tom Pidcock Storbritannien       | Victor Koretzky Frankrike | Alan Hatherly Sydafrika |

Denna tabell: visa • redigera

## Fotboll
| Fotboll                         | Guld | Silver | Brons |
| Damernas turnering Detaljer...  | USA Korbin Albert Croix Bethune Sam Coffey Tierna Davidson Crystal Dunn Emily Fox Naomi Girma Lindsey Horan Casey Krueger Rose Lavelle Casey Murphy Alyssa Naeher Jenna Nighswonger Trinity Rodman Emily Sams Jaedyn Shaw Sophia Smith Emily Sonnett Mallory Swanson Lynn Williams                                 | Brasilien Adriana Ana Vitória Antônia Angelina Duda Sampaio Gabi Nunes Gabi Portilho Jheniffer Kerolin Lauren Lorena Luciana Ludmila Marta Priscila Rafaelle Souza Tainá Tamires Tarciane Thaís Vitória Yaya Yasmim | Tyskland Nicole Anyomi Ann-Katrin Berger Jule Brand Klara Bühl Sara Doorsoun Vivien Endemann Laura Freigang Merle Frohms Giulia Gwinn Marina Hegering Kathrin Hendrich Sarai Linder Sydney Lohmann Janina Minge Sjoeke Nüsken Alexandra Popp Felicitas Rauch Lea Schüller Bibiane Schulze Elisa Senß                         |
| Herrarnas turnering Detaljer... | Spanien Álex Baena Pablo Barrios Adrián Bernabé Sergio Camello Pau Cubarsí Eric García Joan García Sergio Gómez Miguel Gutiérrez Alejandro Iturbe Diego López Fermín López Juan Miranda Cristhian Mosquera Samu Omorodion Aimar Oroz Jon Pacheco Marc Pubill Abel Ruiz Juanlu Sánchez Arnau Tenas Beñat Turrientes | Frankrike Maghnes Akliouche Loïc Badé Rayan Cherki Joris Chotard Andy Diouf Désiré Doué Arnaud Kalimuendo Manu Koné Alexandre Lacazette Johann Lepenant Bradley Locko Castello Lukeba Soungoutou Magassa Jean-Philippe Mateta Chrislain Matsima Enzo Millot Obed Nkambadio Michael Olise Guillaume Restes Kiliann Sildillia Adrien Truffert | Marocko Ilias Akhomach Eliesse Ben Seghir Benjamin Bouchouari Mehdi Boukamir Oussama El Azzouzi Bilal El Khannouss Zakaria El Ouahdi Abde Ezzalzouli Rachid Ghanimi Achraf Hakimi Yassine Kechta Haytam Manaout El Mehdi Maouhoub Munir Mohamedi Akram Nakach Soufiane Rahimi Amir Richardson Adil Tahif Oussama Targhalline |

Denna tabell: visa • redigera

## Friidrott

### Damer
| Gren                              | Guld | Guld         | Silver | Silver        | Brons | Brons         |
| 100 meter Detaljer...             | Julien Alfred Saint Lucia                                                                                                | 10,72 0NR0   | Sha'Carri Richardson USA                                                                                        | 10,87         | Melissa Jefferson USA | 10,92         |
| 200 meter Detaljer...             | Gabrielle Thomas USA | 21,83        | Julien Alfred Saint Lucia                                                                                       | 22,08         | Brittany Brown USA | 22,20         |
| 400 meter Detaljer...             | Marileidy Paulino Dominikanska republiken                                                                                | 48,17 0OR0   | Salwa Eid Naser Bahrain                                                                                         | 48,53 0SB0    | Natalia Kaczmarek Polen | 48,98         |
| 800 meter Detaljer...             | Keely Hodgkinson Storbritannien                                                                                          | 1.56,72      | Tsige Duguma Etiopien                                                                                           | 1.57,15 0PB0  | Mary Moraa Kenya | 1.57,42       |
| 1 500 meter Detaljer...           | Faith Kipyegon Kenya | 3.51,29 0OR0 | Jessica Hull Australien                                                                                         | 3.52,56       | Georgia Bell Storbritannien | 3.52,61 0NR0  |
| 5 000 meter Detaljer...           | Beatrice Chebet Kenya | 14.28,56     | Faith Kipyegon Kenya                                                                                            | 14.29,60 0SB0 | Sifan Hassan Nederländerna | 14.30,61 0SB0 |
| 10 000 meter Detaljer...          | Beatrice Chebet Kenya | 30.43,25     | Nadia Battocletti Italien                                                                                       | 30.43,35 0NR0 | Sifan Hassan Nederländerna | 30.44,12 0SB0 |
|                                   | |              | |               | |               |
| 100 meter häck Detaljer...        | Masai Russell USA | 12,33        | Cyréna Samba-Mayela Frankrike                                                                                   | 12,34         | Jasmine Camacho-Quinn Puerto Rico | 12,36         |
| 400 meter häck Detaljer...        | Sydney McLaughlin-Levrone USA                                                                                            | 50,37 0VR0   | Anna Cockrell USA                                                                                               | 51,87 0PB0    | Femke Bol Nederländerna | 52,15         |
| 3 000 meter hinder Detaljer...    | Winfred Yavi Bahrain | 8.52,76 0OR0 | Peruth Chemutai Uganda                                                                                          | 8.53,34 0NR0  | Faith Cherotich Kenya | 8.55,15 0PB0  |
|                                   | |              | |               | |               |
| 4 × 100 meter stafett Detaljer... | USA Melissa Jefferson Twanisha Terry Gabrielle Thomas Sha'Carri Richardson                                               | 41,78 0SB0   | Storbritannien Dina Asher-Smith Imani-Lara Lansiquot Amy Hunt Daryll Neita Bianca Williams* Desirèe Henry*      | 41,85         | Tyskland Alexandra Burghardt Lisa Mayer Gina Lückenkemper Rebekka Haase Sophia Junk*                                                    | 41,97 0SB0    |
| 4 × 400 meter stafett Detaljer... | USA Shamier Little Sydney McLaughlin-Levrone Gabrielle Thomas Alexis Holmes Quanera Hayes* Aaliyah Butler* Kaylyn Brown* | 3.15,27 0AR0 | Nederländerna Lieke Klaver Cathelijn Peeters Lisanne de Witte Femke Bol Eveline Saalberg* Myrte van der Schoot* | 3.19,50 0NR0  | Storbritannien Victoria Ohuruogu Laviai Nielsen Nicole Yeargin Amber Anning Yemi Mary John* Hannah Kelly* Jodie Williams* Lina Nielsen* | 3.19,72 0NR0  |
|                                   | |              | |               | |               |
| Maraton Detaljer...               | Sifan Hassan Nederländerna                                                                                               | 2:22.55 0OR0 | Tigst Assefa Etiopien                                                                                           | 2:22.58       | Hellen Obiri Kenya | 2:23.10 0PB0  |
| 20 kilometer gång Detaljer...     | Yang Jiayu Kina | 1:25.54      | María Pérez Spanien                                                                                             | 1:26.19       | Jemima Montag Australien | 1:26.25 0AR0  |
|                                   | |              | |               | |               |
| Höjdhopp Detaljer...              | Jaroslava Mahutjich Ukraina                                                                                              | 2,00 m       | Nicola Olyslagers Australien                                                                                    | 2,00 m        | Eleanor Patterson Australien | 1,95 m 0=SB0  |
| Höjdhopp Detaljer...              | Jaroslava Mahutjich Ukraina                                                                                              | 2,00 m       | Nicola Olyslagers Australien                                                                                    | 2,00 m        | Iryna Herasjtjenko Ukraina | 1,95 m 0=SB0  |
| Stavhopp Detaljer...              | Nina Kennedy Australien                                                                                                  | 4,90 m 0SB0  | Katie Moon USA                                                                                                  | 4,85 m 0=SB0  | Alysha Newman Kanada | 4,85 m 0NR0   |
| Längdhopp Detaljer...             | Tara Davis-Woodhall USA                                                                                                  | 7,10 m       | Malaika Mihambo Tyskland                                                                                        | 6,98 m        | Jasmine Moore USA | 6,96 m        |
| Tresteg Detaljer...               | Thea LaFond Dominica | 15,02 m 0NR0 | Shanieka Ricketts Jamaica                                                                                       | 14,87 m 0SB0  | Jasmine Moore USA | 14,67 m 0SB0  |
| Kulstötning Detaljer...           | Yemisi Ogunleye Tyskland                                                                                                 | 20,00 m      | Maddi Wesche Nya Zeeland                                                                                        | 19,86 m 0PB0  | Song Jiayuan Kina | 19,32 m       |
| Diskuskastning Detaljer...        | Valarie Allman USA | 69,50 m      | Feng Bin Kina                                                                                                   | 67,51 m       | Sandra Elkasević Kroatien | 67,51 m 0SB0  |
| Släggkastning Detaljer...         | Camryn Rogers Kanada | 76,97 m      | Annette Echikunwoke USA                                                                                         | 75,48 m 0SB0  | Zhao Jie Kina | 74,27 m       |
| Spjutkastning Detaljer...         | Haruka Kitaguchi Japan                                                                                                   | 65,80 m 0SB0 | Jo-Ane van Dyk Sydafrika                                                                                        | 63,93 m       | Nikola Ogrodníková Tjeckien | 63,68 m 0SB0  |
|                                   | |              | |               | |               |
| Sjukamp Detaljer...               | Nafissatou Thiam Belgien                                                                                                 | 6 880 poäng  | Katarina Johnson-Thompson Storbritannien                                                                        | 6 844 poäng   | Noor Vidts Belgien | 6 707 poäng   |

### Herrar
| Gren                              | Guld                                                                            | Guld               | Silver                                                                         | Silver       | Brons | Brons             |
| 100 meter Detaljer...             | Noah Lyles USA                                                                  | 9,79 (,784) 0PB0   | Kishane Thompson Jamaica                                                       | 9,79 (,789)  | Fred Kerley USA                                                                                                  | 9,81 0SB0         |
| 200 meter Detaljer...             | Letsile Tebogo Botswana                                                         | 19,46 0AR0         | Kenneth Bednarek USA                                                           | 19,62        | Noah Lyles USA                                                                                                   | 19,70             |
| 400 meter Detaljer...             | Quincy Hall USA                                                                 | 43,40 0PB0         | Matthew Hudson-Smith Storbritannien                                            | 43,44 0AR0   | Muzala Samukonga Zambia                                                                                          | 43,74 0NR0        |
| 800 meter Detaljer...             | Emmanuel Wanyonyi Kenya                                                         | 1.41,19 0PB0       | Marco Arop Kanada                                                              | 1.41,20 0AR0 | Djamel Sedjati Algeriet                                                                                          | 1.41,50           |
| 1 500 meter Detaljer...           | Cole Hocker USA                                                                 | 3.27,65 0OR0, 0AR0 | Josh Kerr Storbritannien                                                       | 3.27,79 0NR0 | Yared Nuguse USA                                                                                                 | 3.27,80 0PB0      |
| 5 000 meter Detaljer...           | Jakob Ingebrigtsen Norge                                                        | 13.13,66 0SB0      | Ronald Kwemoi Kenya                                                            | 13.15,04     | Grant Fisher USA                                                                                                 | 13.15,13          |
| 10 000 meter Detaljer...          | Joshua Cheptegei Uganda                                                         | 26.43,14 0OR0      | Berihu Aregawi Etiopien                                                        | 26.43,44     | Grant Fisher USA                                                                                                 | 26.43,46 0SB0     |
|                                   |                                                                                 |                    |                                                                                |              | |                   |
| 110 meter häck Detaljer...        | Grant Holloway USA                                                              | 12,99              | Daniel Roberts USA                                                             | 13,09 (,085) | Rasheed Broadbell Jamaica                                                                                        | 13,09 (,088) 0SB0 |
| 400 meter häck Detaljer...        | Rai Benjamin USA                                                                | 46,46 0=SB0        | Karsten Warholm Norge                                                          | 47,06        | Alison dos Santos Brasilien                                                                                      | 47,26             |
| 3 000 meter hinder Detaljer...    | Soufiane El Bakkali Marocko                                                     | 8.06,05 0SB0       | Kenneth Rooks USA                                                              | 8.06,41 0PB0 | Abraham Kibiwot Kenya                                                                                            | 8.06,47 0SB0      |
|                                   |                                                                                 |                    |                                                                                |              | |                   |
| 4 × 100 meter stafett Detaljer... | Kanada Aaron Brown Jerome Blake Brendon Rodney Andre De Grasse                  | 37,50 0SB0         | Sydafrika Bayanda Walaza Shaun Maswanganyi Bradley Nkoana Akani Simbine        | 37,57 0AR0   | Storbritannien Jeremiah Azu Louie Hinchliffe Nethaneel Mitchell-Blake Zharnel Hughes Richard Kilty*              | 37.61 0SB0        |
| 4 × 400 meter stafett Detaljer... | USA Christopher Bailey Vernon Norwood Bryce Deadmon Rai Benjamin Quincy Wilson* | 2.54,43 0OR0       | Botswana Bayapo Ndori Busang Collen Kebinatshipi Anthony Pesela Letsile Tebogo | 2.54,53 0AR0 | Storbritannien Alex Haydock-Wilson Matthew Hudson-Smith Lewis Davey Charlie Dobson Samuel Reardon* Toby Harries* | 2.55,83 0AR0      |
|                                   |                                                                                 |                    |                                                                                |              | |                   |
| Maraton Detaljer...               | Tamirat Tola Etiopien                                                           | 2:06.26 0OR0       | Bashir Abdi Belgien                                                            | 2:06.47      | Benson Kipruto Kenya                                                                                             | 2:07.00           |
| 20 kilometer gång Detaljer...     | Brian Pintado Ecuador                                                           | 1:18.55            | Caio Bonfim Brasilien                                                          | 1:19.09      | Álvaro Martín Spanien                                                                                            | 1:19.11           |
|                                   |                                                                                 |                    |                                                                                |              | |                   |
| Höjdhopp Detaljer...              | Hamish Kerr Nya Zeeland                                                         | 2,36 m 0=AR0       | Shelby McEwen USA                                                              | 2,36 m 0PB0  | Mutaz Essa Barshim Qatar                                                                                         | 2,34 m 0SB0       |
| Stavhopp Detaljer...              | Armand Duplantis Sverige                                                        | 6,25 m 0VR0        | Sam Kendricks USA                                                              | 5,95 m 0=SB0 | Emmanouil Karalis Grekland                                                                                       | 5,90 m            |
| Längdhopp Detaljer...             | Miltiadis Tentoglou Grekland                                                    | 8,48 m             | Wayne Pinnock Jamaica                                                          | 8,36 m       | Mattia Furlani Italien                                                                                           | 8,34 m            |
| Tresteg Detaljer...               | Jordan Díaz Spanien                                                             | 17,86 m            | Pedro Pichardo Portugal                                                        | 17,84 m      | Andy Díaz Italien                                                                                                | 17,64 m 0SB0      |
| Kulstötning Detaljer...           | Ryan Crouser USA                                                                | 22,90 m 0SB0       | Joe Kovacs USA                                                                 | 22,15 m      | Rajindra Campbell Jamaica                                                                                        | 22,15 m           |
| Diskuskastning Detaljer...        | Rojé Stona Jamaica                                                              | 70,00 m 0OR0, 0PB0 | Mykolas Alekna Litauen                                                         | 69,97 m      | Matthew Denny Australien                                                                                         | 69,31 m           |
| Släggkastning Detaljer...         | Ethan Katzberg Kanada                                                           | 84,12 m            | Bence Halász Ungern                                                            | 79,97 m      | Mychajlo Kochan Ukraina                                                                                          | 79,39 m           |
| Spjutkastning Detaljer...         | Arshad Nadeem Pakistan                                                          | 92,97 m 0OR0       | Neeraj Chopra Indien                                                           | 89,45 m 0SB0 | Anderson Peters Grenada                                                                                          | 88,54 m           |
|                                   |                                                                                 |                    |                                                                                |              | |                   |
| Tiokamp Detaljer...               | Markus Rooth Norge                                                              | 8 796 poäng 0NR0   | Leo Neugebauer Tyskland                                                        | 8 748 poäng  | Lindon Victor Grenada                                                                                            | 8 711 poäng 0SB0  |

### Mixlag
| Gren                              | Guld                                                                                     | Guld         | Silver                                                       | Silver  | Brons                                                                                         | Brons        |
| 4 × 400 meter stafett Detaljer... | Nederländerna Eugene Omalla Lieke Klaver Isaya Klein Ikkink Femke Bol Cathelijn Peeters* | 3.07,43 0AR0 | USA Vernon Norwood Shamier Little Bryce Deadmon Kaylyn Brown | 3.07,74 | Storbritannien Samuel Reardon Laviai Nielsen Alex Haydock-Wilson Amber Anning Nicole Yeargin* | 3.08,01 0NR0 |
| Lagtävling i gång Detaljer...     | Spanien Álvaro Martín María Pérez                                                        | 2:50.31      | Ecuador Brian Pintado Glenda Morejón                         | 2:51.22 | Australien Rhydian Cowley Jemima Montag                                                       | 2:51.38      |

* = deltog i försöken och erhöll medalj
Denna tabell: visa • redigera

## Fäktning
| Damer                            | Guld                                                                   | Silver                                                                                          | Brons                                                                                     |
| Florett Detaljer...              | Lee Kiefer USA                                                         | Lauren Scruggs USA                                                                              | Eleanor Harvey Kanada                                                                     |
| Lagtävling i florett Detaljer... | USA Jacqueline Dubrovich Lee Kiefer Lauren Scruggs Maia Weintraub      | Italien Arianna Errigo Martina Favaretto Alice Volpi Francesca Palumbo                          | Japan Sera Azuma Yuka Ueno Karin Miyawaki Komaki Kikuchi                                  |
| Sabel Detaljer...                | Manon Brunet Frankrike                                                 | Sara Balzer Frankrike                                                                           | Olha Charlan Ukraina                                                                      |
| Lagtävling i sabel Detaljer...   | Ukraina Julija Bakastova Alina Komasjtjuk Olha Charlan Olena Kravatska | Sydkorea Choi Se-bin Jeon Ha-young Jeon Eun-hye Yoon Ji-su                                      | Japan Risa Takashima Seri Ozaki Misaki Emura Shihomi Fukushima                            |
| Värja Detaljer...                | Vivian Kong Hongkong                                                   | Auriane Mallo-Breton Frankrike                                                                  | Eszter Muhari Ungern                                                                      |
| Lagtävling i värja Detaljer...   | Italien Rossella Fiamingo Mara Navarria Giulia Rizzi Alberta Santuccio | Frankrike Marie-Florence Candassamy Alexandra Louis-Marie Auriane Mallo-Breton Coraline Vitalis | Polen Aleksandra Jarecka Alicja Klasik Renata Knapik-Miazga Martyna Swatowska-Wenglarczyk |

| Herrar                           | Guld                                                                | Silver                                                                 | Brons                                                                            |
| Florett Detaljer...              | Cheung Ka Long Hongkong                                             | Filippo Macchi Italien                                                 | Nick Itkin USA                                                                   |
| Lagtävling i florett Detaljer... | Japan Kyosuke Matsuyama Takahiro Shikine Kazuki Iimura Yudai Nagano | Italien Guillaume Bianchi Filippo Macchi Tommaso Marini Alessio Foconi | Frankrike Maximilien Chastanet Maxime Pauty Enzo Lefort Julien Mertine           |
| Sabel Detaljer...                | Oh Sang-uk Sydkorea                                                 | Farès Ferjani Tunisien                                                 | Luigi Samele Italien                                                             |
| Lagtävling i sabel Detaljer...   | Sydkorea Gu Bon-gil Oh Sang-uk Park Sang-won Do Gyeong-dong         | Ungern Csanád Gémesi András Szatmári Áron Szilágyi Krisztián Rabb      | Frankrike Sébastien Patrice Maxime Pianfetti Boladé Apithy Jean-Philippe Patrice |
| Värja Detaljer...                | Koki Kano Japan                                                     | Yannick Borel Frankrike                                                | Mohamed El-Sayed Egypten                                                         |
| Lagtävling i värja Detaljer...   | Ungern Máté Tamás Koch Tibor Andrásfi Gergely Siklósi Dávid Nagy    | Japan Akira Komata Koki Kano Masaru Yamada Kazuyasu Minobe             | Tjeckien Jiří Beran Jakub Jurka Martin Rubeš Michal Čupr                         |

Denna tabell: visa • redigera

## Golf
| Golf                          | Guld                  | Silver                         | Brons                  |
| Damernas tävling Detaljer...  | Lydia Ko Nya Zeeland  | Esther Henseleit Tyskland      | Lin Xiyu Kina          |
| Herrarnas tävling Detaljer... | Scottie Scheffler USA | Tommy Fleetwood Storbritannien | Hideki Matsuyama Japan |

Denna tabell: visa • redigera

## Gymnastik
Artistisk gymnastik
| Damer                            | Guld                                                              | Silver                                                                          | Brons                                                                              |  |  |  |
| Individuell mångkamp Detaljer... | Simone Biles USA                                                  | Rebeca Andrade Brasilien                                                        | Sunisa Lee USA                                                                     |  |  |  |
| Lagmångkamp Detaljer...          | USA Simone Biles Jade Carey Jordan Chiles Sunisa Lee Hezly Rivera | Italien Angela Andreoli Alice D'Amato Manila Esposito Elisa Iorio Giorgia Villa | Brasilien Rebeca Andrade Jade Barbosa Lorrane Oliveira Flávia Saraiva Júlia Soares |  |  |  |
|                                  |                                                                   |                                                                                 |                                                                                    |  |  |  |
| Barr Detaljer...                 | Kaylia Nemour Algeriet                                            | Qiu Qiyuan Kina                                                                 | Sunisa Lee USA                                                                     |  |  |  |
| Bom Detaljer...                  | Alice D'Amato Italien                                             | Zhou Yaqin Kina                                                                 | Manila Esposito Italien                                                            |  |  |  |
| Fristående Detaljer...           | Rebeca Andrade Brasilien                                          | Simone Biles USA                                                                | Jordan Chiles USA                                                                  |  |  |  |
| Hopp Detaljer...                 | Simone Biles USA                                                  | Rebeca Andrade Brasilien                                                        | Jade Carey USA                                                                     |  |  |  |

| Herrar                           | Guld                                                                            | Silver                                                        | Brons                                                                 |  |  |  |
| Individuell mångkamp Detaljer... | Shinnosuke Oka Japan                                                            | Zhang Boheng Kina                                             | Xiao Ruoteng Kina                                                     |  |  |  |
| Lagmångkamp Detaljer...          | Japan Daiki Hashimoto Kaya Kazuma Shinnosuke Oka Takaaki Sugino Wataru Tanigawa | Kina Liu Yang Su Weide Xiao Ruoteng Zhang Boheng Zou Jingyuan | USA Asher Hong Paul Juda Brody Malone Stephen Nedoroscik Fred Richard |  |  |  |
|                                  |                                                                                 |                                                               |                                                                       |  |  |  |
| Barr Detaljer...                 | Zou Jingyuan Kina                                                               | Illja Kovtun Ukraina                                          | Shinnosuke Oka Japan                                                  |  |  |  |
| Bygelhäst Detaljer...            | Rhys McClenaghan Irland                                                         | Nariman Kurbanov Kazakstan                                    | Stephen Nedoroscik USA                                                |  |  |  |
| Fristående Detaljer...           | Carlos Yulo Filippinerna                                                        | Artem Dolgopyat Israel                                        | Jake Jarman Storbritannien                                            |  |  |  |
| Hopp Detaljer...                 | Carlos Yulo Filippinerna                                                        | Artur Davtyan Armenien                                        | Harry Hepworth Storbritannien                                         |  |  |  |
| Ringar Detaljer...               | Liu Yang Kina                                                                   | Zou Jingyuan Kina                                             | Eleftherios Petrounias Grekland                                       |  |  |  |
| Räck Detaljer...                 | Shinnosuke Oka Japan                                                            | Ángel Barajas Colombia                                        | Zhang Boheng Kina                                                     |  |  |  |
| Räck Detaljer...                 | Shinnosuke Oka Japan                                                            | Ángel Barajas Colombia                                        | Tang Chia-hung Kinesiska Taipei                                       |  |  |  |

Rytmisk gymnastik
| Damer                            | Guld                                                              | Silver                                                                       | Brons                                                                                   |
| Individuell mångkamp Detaljer... | Darja Varfolomeev Tyskland                                        | Borjana Kaleyn Bulgarien                                                     | Sofia Raffaeli Italien                                                                  |
| Truppmångkamp Detaljer...        | Kina Guo Qiqi Hao Ting Huang Zhangjiayang Wang Lanjing Ding Xinyi | Israel Ofir Shaham Diana Svertsov Adar Friedmann Romi Paritzki Shani Bakanov | Italien Alessia Maurelli Martina Centofanti Agnese Duranti Daniela Mogurean Laura Paris |

Trampolin
| Gren                            | Guld                                             | Silver                                                  | Brons                  |
| Damernas trampolin Detaljer...  | Bryony Page Storbritannien                       | Vijaleta Bardziloŭskaja Individuella neutrala idrottare | Sophiane Méthot Kanada |
| Herrarnas trampolin Detaljer... | Ivan Litvinovitj Individuella neutrala idrottare | Wang Zisai Kina                                         | Yan Langyu Kina        |

Denna tabell: visa • redigera

## Handboll
| Handboll                        | Guld | Silver | Brons |
| Damernas turnering Detaljer...  | Norge Veronica Kristiansen Maren Nyland Aardahl Stine Skogrand Nora Mørk Stine Bredal Oftedal Silje Solberg-Østhassel Kari Brattset Dale Kristine Breistøl Vilde Ingstad Katrine Lunde Marit Røsberg Jacobsen Camilla Herrem Sanna Solberg-Isaksen Henny Reistad Thale Rushfeldt Deila | Frankrike Laura Glauser Méline Nocandy Alicia Toublanc Chloé Valentini Coralie Lassource Grâce Zaadi Cléopatre Darleux Laura Flippes Orlane Kanor Tamara Horacek Pauletta Foppa Estelle Nze Minko Oriane Ondono Lucie Granier Sarah Bouktit Léna Grandveau Hatadou Sako | Danmark Sandra Toft Sarah Iversen Helena Elver Anne Mette Hansen Kathrine Heindahl Line Haugsted Althea Reinhardt Mette Tranborg Kristina Jørgensen Trine Østergaard Louise Burgaard Mie Højlund Emma Friis Rikke Iversen Michala Møller                                 |
| Herrarnas turnering Detaljer... | Danmark Niklas Landin Jacobsen Niclas Kirkeløkke Magnus Landin Jacobsen Emil Jakobsen Rasmus Lauge Emil Nielsen Magnus Saugstrup Hans Lindberg Mathias Gidsel Henrik Møllgaard Mikkel Hansen Lukas Jørgensen Lasse Andersson Simon Hald Thomas Sommer Arnoldsen Simon Pytlick          | Tyskland David Späth Johannes Golla Luca Witzke Sebastian Heymann Justus Fischer Juri Knorr Julian Köster Renārs Uščins Kai Häfner Tim Hornke Andreas Wolff Rune Dahmke Lukas Mertens Christoph Steinert Marko Grgić Jannik Kohlbacher                                  | Spanien Gonzalo Pérez de Vargas Jorge Maqueda Alex Dujshebaev Rodrigo Corrales Adrià Figueras Imanol Garciandia Abel Serdio Agustín Casado Aleix Gómez Ian Tarrafeta Miguel Sánchez-Migallón Daniel Dujshebaev Kauldi Odriozola Daniel Fernández Javier Rodríguez Moreno |

Denna tabell: visa • redigera

## Judo
| Damer                               | Guld                          | Silver                            | Brons                          |
| Extra lättvikt (48 kg) Detaljer...  | Natsumi Tsunoda Japan         | Bavuudorjiin Baasankhüü Mongoliet | Shirine Boukli Frankrike       |
| Extra lättvikt (48 kg) Detaljer...  | Natsumi Tsunoda Japan         | Bavuudorjiin Baasankhüü Mongoliet | Tara Babulfath Sverige         |
| Halv lättvikt (52 kg) Detaljer...   | Diyora Keldiyorova Uzbekistan | Distria Krasniqi Kosovo           | Larissa Pimenta Brasilien      |
| Halv lättvikt (52 kg) Detaljer...   | Diyora Keldiyorova Uzbekistan | Distria Krasniqi Kosovo           | Amandine Buchard Frankrike     |
| Lättvikt (57 kg) Detaljer...        | Christa Deguchi Kanada        | Huh Mi-mi Sydkorea                | Haruka Funakubo Japan          |
| Lättvikt (57 kg) Detaljer...        | Christa Deguchi Kanada        | Huh Mi-mi Sydkorea                | Sarah-Léonie Cysique Frankrike |
| Halv mellanvikt (63 kg) Detaljer... | Andreja Leški Slovenien       | Prisca Awiti Alcaraz Mexiko       | Clarisse Agbegnenou Frankrike  |
| Halv mellanvikt (63 kg) Detaljer... | Andreja Leški Slovenien       | Prisca Awiti Alcaraz Mexiko       | Laura Fazliu Kosovo            |
| Mellanvikt (70 kg) Detaljer...      | Barbara Matić Kroatien        | Miriam Butkereit Tyskland         | Michaela Polleres Österrike    |
| Mellanvikt (70 kg) Detaljer...      | Barbara Matić Kroatien        | Miriam Butkereit Tyskland         | Gabriella Willems Belgien      |
| Halv tungvikt (78 kg) Detaljer...   | Alice Bellandi Italien        | Inbar Lanir Israel                | Ma Zhenzhao Kina               |
| Halv tungvikt (78 kg) Detaljer...   | Alice Bellandi Italien        | Inbar Lanir Israel                | Patrícia Sampaio Portugal      |
| Tungvikt (+78 kg) Detaljer...       | Beatriz Souza Brasilien       | Raz Hershko Israel                | Kim Ha-yun Sydkorea            |
| Tungvikt (+78 kg) Detaljer...       | Beatriz Souza Brasilien       | Raz Hershko Israel                | Romane Dicko Frankrike         |

| Herrar                              | Guld                          | Silver                       | Brons                               |
| Extra lättvikt (60 kg) Detaljer...  | Yeldos Smetov Kazakstan       | Luka Mkheidze Frankrike      | Ryuju Nagayama Japan                |
| Extra lättvikt (60 kg) Detaljer...  | Yeldos Smetov Kazakstan       | Luka Mkheidze Frankrike      | Francisco Garrigós Spanien          |
| Halv lättvikt (66 kg) Detaljer...   | Hifumi Abe Japan              | Willian Lima Brasilien       | Gusman Kyrgyzbayev Kazakstan        |
| Halv lättvikt (66 kg) Detaljer...   | Hifumi Abe Japan              | Willian Lima Brasilien       | Denis Vieru Moldavien               |
| Lättvikt (73 kg) Detaljer...        | Hidayet Heydarov Azerbajdzjan | Joan-Benjamin Gaba Frankrike | Adil Osmanov Moldavien              |
| Lättvikt (73 kg) Detaljer...        | Hidayet Heydarov Azerbajdzjan | Joan-Benjamin Gaba Frankrike | Soichi Hashimoto Japan              |
| Halv mellanvikt (81 kg) Detaljer... | Takanori Nagase Japan         | Tato Grigalasjvili Georgien  | Lee Joon-hwan Sydkorea              |
| Halv mellanvikt (81 kg) Detaljer... | Takanori Nagase Japan         | Tato Grigalasjvili Georgien  | Somon Makhmadbekov Tadzjikistan     |
| Mellanvikt (90 kg) Detaljer...      | Lasja Bekauri Georgien        | Sanshiro Murao Japan         | Maxime-Gaël Ngayap Hambou Frankrike |
| Mellanvikt (90 kg) Detaljer...      | Lasja Bekauri Georgien        | Sanshiro Murao Japan         | Theodoros Tselidis Grekland         |
| Halv tungvikt (100 kg) Detaljer...  | Zelym Kotsoiev Azerbajdzjan   | Ilia Sulamanidze Georgien    | Peter Paltchik Israel               |
| Halv tungvikt (100 kg) Detaljer...  | Zelym Kotsoiev Azerbajdzjan   | Ilia Sulamanidze Georgien    | Muzaffarbek Turoboyev Uzbekistan    |
| Tungvikt (+100 kg) Detaljer...      | Teddy Riner Frankrike         | Kim Min-jong Sydkorea        | Temur Rakhimov Tadzjikistan         |
| Tungvikt (+100 kg) Detaljer...      | Teddy Riner Frankrike         | Kim Min-jong Sydkorea        | Alisher Yusupov Uzbekistan          |

| Mixedlag             | Guld | Silver | Brons |
| Mixedlag Detaljer... | Frankrike Shirine Boukli Joan-Benjamin Gaba Amandine Buchard Walide Khyar Sarah-Léonie Cysique Luka Mkheidze Clarisse Agbegnenou Alpha Oumar Djalo Marie-Ève Gahié Maxime-Gaël Ngayap Hambou Romane Dicko Aurelien Diesse Madeleine Malonga Teddy Riner | Japan Uta Abe Hifumi Abe Haruka Funakubo Soichi Hashimoto Natsumi Tsunoda Ryuju Nagayama Saki Niizoe Sanshiro Murao Miku Takaichi Takanori Nagase Aaron Wolf Rika Takayama Akira Sone Tatsuru Saito | Brasilien Daniel Cargnin Leonardo Gonçalves Willian Lima Rafael Macedo Guilherme Schimidt Rafael Silva Larissa Pimenta Ketleyn Quadros Rafaela Silva Beatriz Souza |
| Mixedlag Detaljer... | Frankrike Shirine Boukli Joan-Benjamin Gaba Amandine Buchard Walide Khyar Sarah-Léonie Cysique Luka Mkheidze Clarisse Agbegnenou Alpha Oumar Djalo Marie-Ève Gahié Maxime-Gaël Ngayap Hambou Romane Dicko Aurelien Diesse Madeleine Malonga Teddy Riner | Japan Uta Abe Hifumi Abe Haruka Funakubo Soichi Hashimoto Natsumi Tsunoda Ryuju Nagayama Saki Niizoe Sanshiro Murao Miku Takaichi Takanori Nagase Aaron Wolf Rika Takayama Akira Sone Tatsuru Saito | Sydkorea Lee Hye-kyeong Kim Won-jin Jung Ye-rin An Ba-ul Huh Mi-mi Kim Ji-su Lee Joon-hwan Han Ju-yeop Yoon Hyun-ji Kim Ha-yun Kim Min-jong                        |

Denna tabell: visa • redigera

## Kanotsport
| Sprint                           | Guld                                                                | Guld    | Silver                                                                             | Silver  | Brons                                                                    | Brons   |
| Damernas C-1 200 m Detaljer...   | Katie Vincent Kanada                                                | 44,12   | Nevin Harrison USA                                                                 | 44,13   | Yarisleidis Cirilo Kuba                                                  | 44,36   |
| Damernas C-2 500 m Detaljer...   | Kina Xu Shixiao Sun Mengya                                          | 1.52,81 | Ukraina Ljudmyla Luzan Anastasija Rybatjok                                         | 1.54,30 | Kanada Sloan MacKenzie Katie Vincent                                     | 1.54,36 |
| Damernas K-1 500 m Detaljer...   | Lisa Carrington Nya Zeeland                                         | 1.47,36 | Tamara Csipes Ungern                                                               | 1.48,44 | Emma Jørgensen Danmark                                                   | 1.49,76 |
| Damernas K-2 500 m Detaljer...   | Nya Zeeland Lisa Carrington Alicia Hoskin                           | 1.37,28 | Ungern Tamara Csipes Alida Dóra Gazsó                                              | 1.39,39 | Tyskland Paulina Paszek Jule Hake                                        | 1.39,46 |
| Damernas K-2 500 m Detaljer...   | Nya Zeeland Lisa Carrington Alicia Hoskin                           | 1.37,28 | Ungern Tamara Csipes Alida Dóra Gazsó                                              | 1.39,39 | Ungern Noémi Pupp Sára Fojt                                              | 1.39,46 |
| Damernas K-4 500 m Detaljer...   | Nya Zeeland Lisa Carrington Alicia Hoskin Olivia Brett Tara Vaughan | 1.32,20 | Tyskland Paulina Paszek Jule Hake Pauline Jagsch Sarah Brüßler                     | 1.32,62 | Ungern Noémi Pupp Sára Fojt Tamara Csipes Alida Dóra Gazsó               | 1.32,93 |
|                                  |                                                                     |         |                                                                                    |         |                                                                          |         |
| Herrarnas C-1 1000 m Detaljer... | Martin Fuksa Tjeckien                                               | 3.43,16 | Isaquias Queiroz Brasilien                                                         | 3.44,33 | Serghei Tarnovschi Moldavien                                             | 3.44,68 |
| Herrarnas C-2 500 m Detaljer...  | Kina Liu Hao Ji Bowen                                               | 1.39,48 | Italien Gabriele Casadei Carlo Tacchini                                            | 1.41,08 | Spanien Joan Antoni Moreno Diego Domínguez                               | 1.41,18 |
| Herrarnas K-1 1000 m Detaljer... | Josef Dostál Tjeckien                                               | 3.24,07 | Ádám Varga Ungern                                                                  | 3.24,76 | Bálint Kopasz Ungern                                                     | 3.25,68 |
| Herrarnas K-2 500 m Detaljer...  | Tyskland Jacob Schopf Max Lemke                                     | 1.26,87 | Ungern Bence Nádas Sándor Tótka                                                    | 1.27,15 | Australien Jean van der Westhuyzen Thomas Green                          | 1.27,29 |
| Herrarnas K-4 500 m Detaljer...  | Tyskland Max Rendschmidt Max Lemke Jacob Schopf Tom Liebscher       | 1.19,80 | Australien Riley Fitzsimmons Pierre van der Westhuyzen Jackson Collins Noah Havard | 1.19,84 | Spanien Saúl Craviotto Carlos Arévalo Marcus Cooper Walz Rodrigo Germade | 1.20,05 |

| Slalom                           | Guld                        | Silver                      | Brons                          |  |  |  |
| Damernas C-1 Detaljer...         | Jessica Fox Australien      | Elena Lilik Tyskland        | Evy Leibfarth USA              |  |  |  |
| Damernas K-1 Detaljer...         | Jessica Fox Australien      | Klaudia Zwolińska Polen     | Kimberley Woods Storbritannien |  |  |  |
| Damernas kajakcross Detaljer...  | Noemie Fox Australien       | Angèle Hug Frankrike        | Kimberley Woods Storbritannien |  |  |  |
|                                  |                             |                             |                                |  |  |  |
| Herrarnas C-1 Detaljer...        | Nicolas Gestin Frankrike    | Adam Burgess Storbritannien | Matej Beňuš Slovakien          |  |  |  |
| Herrarnas K-1 Detaljer...        | Giovanni De Gennaro Italien | Titouan Castryck Frankrike  | Pau Echaniz Spanien            |  |  |  |
| Herrarnas kajakcross Detaljer... | Finn Butcher Nya Zeeland    | Joe Clarke Storbritannien   | Noah Hegge Tyskland            |  |  |  |

Denna tabell: visa • redigera

## Konstsim
| Konstsim                   | Guld                                                                                           | Silver | Brons |
| Damernas duett Detaljer... | Kina Wang Qianyi Wang Liuyi                                                                    | Storbritannien Kate Shortman Isabelle Thorpe                                                                      | Nederländerna Bregje de Brouwer Noortje de Brouwer                                                                |
| Lagtävling Detaljer...     | Kina Chang Hao Feng Yu Wang Ciyue Wang Liuyi Wang Qianyi Xiang Binxuan Xiao Yanning Zhang Yayi | USA Anita Alvarez Jaime Czarkowski Megumi Field Keana Hunter Audrey Kwon Jacklyn Luu Daniella Ramirez Ruby Remati | Spanien Txell Ferré Marina García Lilou Lluis Meritxell Mas Alisa Ozhogina Paula Ramírez Iris Tió Blanca Toledano |

Denna tabell: visa • redigera

## Landhockey
| Landhockey                      | Guld | Silver | Brons |
| Damernas turnering Detaljer...  | Nederländerna Xan de Waard Anne Veenendaal Luna Fokke Freeke Moes Lisa Post Yibbi Jansen Renée van Laarhoven Felice Albers Maria Verschoor Sanne Koolen Frédérique Matla Joosje Burg Marleen Jochems Pien Sanders Marijn Veen Laura Nunnink Pien Dicke         | Kina Ou Zixia Ye Jiao Gu Bingfeng Yang Liu Zhang Ying Chen Yi Ma Ning Li Hong Dan Wen Zou Meirong He Jiangxin Fan Yunxia Chen Yang Xu Wenyu Zhong Jiaqi Tan Jinzhuang Yu Anhui | Argentina Rocío Sánchez Moccia Sofía Toccalino Agustina Gorzelany Valentina Raposo Agostina Alonso Agustina Albertario María José Granatto Cristina Cosentino Victoria Sauze Sofía Cairó Eugenia Trinchinetti Lara Casas Juana Castellaro Pilar Campoy Julieta Jankunas Zoe Díaz |
| Herrarnas turnering Detaljer... | Nederländerna Thierry Brinkman Jip Janssen Lars Balk Jonas de Geus Thijs van Dam Seve van Ass Jorrit Croon Justen Blok Derck de Vilder Floris Wortelboer Tjep Hoedemakers Koen Bijen Joep de Mol Pirmin Blaak Tijmen Reyenga Duco Telgenkamp Floris Middendorp | Tyskland Mats Grambusch Mathias Müller Lukas Windfeder Niklas Wellen Johannes Große Thies Prinz Paul-Philipp Kaufmann Teo Hinrichs Tom Grambusch Gonzalo Peillat Christopher Rühr Justus Weigand Marco Miltkau Martin Zwicker Hannes Müller Malte Hellwig Moritz Ludwig Jean Danneberg | Indien Harmanpreet Singh Jarmanpreet Singh Abhishek Nain Manpreet Singh Hardik Singh Gurjant Singh Sanjay Mandeep Singh Lalit Upadhyay P.R. Sreejesh Sumit Walmiki Shamsher Singh Raj Kumar Pal Amit Rohidas Vivek Prasad Sukhjeet Singh                                         |

Denna tabell: visa • redigera

## Modern femkamp
| Modern femkamp                | Guld                   | Silver                   | Brons                    |
| Damernas tävling Detaljer...  | Michelle Gulyás Ungern | Élodie Clouvel Frankrike | Seong Seung-min Sydkorea |
| Herrarnas tävling Detaljer... | Ahmed El-Gendy Egypten | Taishu Sato Japan        | Giorgio Malan Italien    |

Denna tabell: visa • redigera

## Ridsport
| Gren                                | Guld | Silver | Brons |  |  |  |
| Individuell dressyr Detaljer...     | Jessica von Bredow-Werndl med TSF Dalera BB Tyskland                                                            | Isabell Werth med Wendy Tyskland                                                                                        | Charlotte Fry med Glamourdale Storbritannien                                                                                               |  |  |  |
| Lagtävling i dressyr Detaljer...    | Tyskland Frederic Wandres med Bluetooth Old Isabell Werth med Wendy Jessica von Bredow-Werndl med TSF Dalera BB | Danmark Daniel Bachmann Andersen med Vayron Nanna Merrald Rasmussen med Zepter Cathrine Laudrup-Dufour med Freestyle    | Storbritannien Becky Moody med Jagerbomb Carl Hester med Fame Charlotte Fry med Glamourdale                                                |  |  |  |
|                                     | | | |  |  |  |
| Individuell fälttävlan Detaljer...  | Michael Jung med Chipmunk Frh Tyskland                                                                          | Christopher Burton med Shadow Man Australien                                                                            | Laura Collett med London 52 Storbritannien                                                                                                 |  |  |  |
| Lagtävling i fälttävlan Detaljer... | Storbritannien Rosalind Canter med Lordships Graffalo Tom McEwen med JD Dublin Laura Collett med London 52      | Frankrike Nicolas Touzaint med Diabolo Menthe Karim Laghouag med Triton Fontaine Stéphane Landois med Chaman Dumontceau | Japan Toshiyuki Tanaka med Jefferson Kazuma Tomoto med Vinci De La Vigne Yoshiaki Oiwa med Mgh Grafton Street Ryuzo Kitajima med Cekatinka |  |  |  |
|                                     | | | |  |  |  |
| Individuell hoppning Detaljer...    | Christian Kukuk med Checker 47 Tyskland                                                                         | Steve Guerdat med Dynamix de Belheme Schweiz                                                                            | Maikel van der Vleuten med Beauville Z Nederländerna                                                                                       |  |  |  |
| Lagtävling i hoppning Detaljer...   | Storbritannien Ben Maher med Dallas Vegas Batilly Harry Charles med Romeo 88 Scott Brash med Jefferson          | USA Laura Kraut med Baloutinue Karl Cook med Caracole de la Roque McLain Ward med Ilex                                  | Frankrike Simon Delestre med I.Alemusina R 51 Olivier Perreau med Dorai D'Aiguilly Julien Epaillard med Dubai du Cèdre                     |  |  |  |

Denna tabell: visa • redigera

## Rodd
| Damernas rodd                        | Guld | Silver | Brons |
| Singelsculler Detaljer...            | Karolien Florijn Nederländerna | Emma Twigg Nya Zeeland | Viktorija Senkutė Litauen |
| Dubbelsculler Detaljer...            | Nya Zeeland Brooke Francis Lucy Spoors | Rumänien Nicoleta-Ancuța Bodnar Simona Radiș | Storbritannien Mathilda Hodgkins-Byrne Becky Wilde |
| Scullerfyra Detaljer...              | Storbritannien Lauren Henry Hannah Scott Lola Anderson Georgina Brayshaw | Nederländerna Laila Youssifou Bente Paulis Roos de Jong Tessa Dullemans                                                                                           | Tyskland Maren Völz Tabea Schendekehl Leonie Menzel Pia Greiten                                                                                        |
| Tvåa utan styrman Detaljer...        | Nederländerna Ymkje Clevering Veronique Meester | Rumänien Ioana Vrînceanu Roxana Anghel | Australien Jessica Morrison Annabelle McIntyre |
| Fyra utan styrman Detaljer...        | Nederländerna Marloes Oldenburg Hermijntje Drenth Tinka Offereins Benthe Boonstra                                                                                           | Storbritannien Helen Glover Esme Booth Samantha Redgrave Rebecca Shorten                                                                                          | Nya Zeeland Jackie Gowler Phoebe Spoors Davina Waddy Kerri Williams                                                                                    |
| Åtta med styrman Detaljer...         | Rumänien Adriana Adam Roxana Anghel Amalia Bereș Nicoleta-Ancuța Bodnar Maria-Magdalena Rusu Maria Lehaci Ioana Vrînceanu Simona Radiș Victoria-Ștefania Petreanu (styrman) | Kanada Abigail Dent Caileigh Filmer Kasia Gruchalla-Wesierski Maya Meschkuleit Sydney Payne Jessica Sevick Kristina Walker Avalon Wasteneys Kristen Kit (styrman) | Storbritannien Annie Campbell-Orde Holly Dunford Emily Ford Lauren Irwin Heidi Long Rowan McKellar Eve Stewart Harriet Taylor Henry Fieldman (styrman) |
| Dubbelsculler (lättvikt) Detaljer... | Storbritannien Emily Craig Imogen Grant | Rumänien Gianina Beleagă Ionela-Livia Cozmiuc | Grekland Dimitra Kontou Zoi Fitsiou |

| Herrarnas rodd                       | Guld | Silver | Brons |
| Singelsculler Detaljer...            | Oliver Zeidler Tyskland | Jaŭhenij Zalaty Individuella neutrala idrottare | Simon van Dorp Nederländerna |
| Dubbelsculler Detaljer...            | Rumänien Andrei Cornea Marian Enache | Nederländerna Melvin Twellaar Stef Broenink | Irland Daire Lynch Philip Doyle |
| Scullerfyra Detaljer...              | Nederländerna Lennart van Lierop Finn Florijn Tone Wieten Koen Metsemakers                                                                           | Italien Luca Chiumento Luca Rambaldi Giacomo Gentili Andrea Panizza                                                                                            | Polen Fabian Barański Mateusz Biskup Dominik Czaja Mirosław Ziętarski                                                                                  |
| Tvåa utan styrman Detaljer...        | Kroatien Martin Sinković Valent Sinković | Storbritannien Oliver Wynne-Griffith Thomas George | Schweiz Roman Röösli Andrin Gulich |
| Fyra utan styrman Detaljer...        | USA Nick Mead Justin Best Michael Grady Liam Corrigan                                                                                                | Nya Zeeland Oliver Maclean Logan Ullrich Tom Murray Matt Macdonald                                                                                             | Storbritannien Oliver Wilkes David Ambler Matthew Aldridge Freddie Davidson                                                                            |
| Åtta med styrman Detaljer...         | Storbritannien Morgan Bolding Sholto Carnegie Rory Gibbs Thomas Ford Jacob Dawson Charles Elwes Thomas Digby James Rudkin Harry Brightmore (styrman) | Nederländerna Ralf Rienks Olav Molenaar Sander de Graaf Ruben Knab Gertjan van Doorn Jacob van de Kerkhof Jan van der Bij Mick Makker Dieuwke Fetter (styrman) | USA Henry Hollingsworth Nicholas Rusher Christian Tabash Clark Dean Christopher Carlson Peter Chatain Evan Olson Pieter Quinton Rielly Milne (styrman) |
| Dubbelsculler (lättvikt) Detaljer... | Irland Fintan McCarthy Paul O'Donovan | Italien Stefano Oppo Gabriel Soares | Grekland Petros Gkaidatzis Antonios Papakonstantinou                                                                                                   |

Denna tabell: visa • redigera

## Segling
| Damer                    | Guld                                          | Silver                               | Brons                                   |
| IQFoil Detaljer...       | Marta Maggetti Italien                        | Sharon Kantor Israel                 | Emma Wilson Storbritannien              |
| Formula Kite Detaljer... | Ellie Aldridge Storbritannien                 | Lauriane Nolot Frankrike             | Annelous Lammerts Nederländerna         |
| ILCA 6 Detaljer...       | Marit Bouwmeester Nederländerna               | Anne-Marie Rindom Danmark            | Line Flem Høst Norge                    |
| 49er FX Detaljer...      | Odile van Aanholt Annette Duetz Nederländerna | Vilma Bobeck Rebecca Netzler Sverige | Sarah Steyaert Charline Picon Frankrike |

| Herrar                   | Guld                                | Silver                                      | Brons                            |
| IQFoil Detaljer...       | Tom Reuveny Israel                  | Grae Morris Australien                      | Luuc van Opzeeland Nederländerna |
| Formula Kite Detaljer... | Valentin Bontus Österrike           | Toni Vodišek Slovenien                      | Maximilian Maeder Singapore      |
| ILCA 7 Detaljer...       | Matthew Wearn Australien            | Pavlos Kontides Cypern                      | Stefano Peschiera Peru           |
| 49er Detaljer...         | Diego Botín Florián Trittel Spanien | Isaac McHardie William McKenzie Nya Zeeland | Ian Barrows Hans Henken USA      |

| Mixed                | Guld                                | Silver                                  | Brons                                    |
| 470 Detaljer...      | Österrike Lara Vadlau Lukas Mähr    | Japan Keiju Okada Miho Yoshioka         | Sverige Anton Dahlberg Lovisa Karlsson   |
| Nacra 17 Detaljer... | Italien Ruggero Tita Caterina Banti | Argentina Mateo Majdalani Eugenia Bosco | Nya Zeeland Micah Wilkinson Erica Dawson |

Denna tabell: visa • redigera

## Rugby
| Sjumannarugby                   | Guld | Silver | Brons |
| Damernas turnering Detaljer...  | Nya Zeeland Michaela Blyde Jazmin Felix-Hotham Sarah Hirini Tyla King Jorja Miller Manaia Nuku Mahina Paul Risaleeana Pouri-Lane Alena Saili Theresa Setefano Stacey Waaka Portia Woodman-Wickliffe               | Kanada Caroline Crossley Olivia Apps Alysha Corrigan Asia Hogan-Rochester Chloe Daniels Charity Williams Florence Symonds Carissa Norsten Krissy Scurfield Fancy Bermudez Piper Logan Keyara Wardley Taylor Perry Shalaya Valenzuela | USA Alev Kelter Lauren Doyle Kayla Canett Kristi Kirshe Ilona Maher Ariana Ramsey Naya Tapper Alena Olsen Alex Sedrick Sammy Sullivan Sarah Levy Stephanie Rovetti                                         |
| Herrarnas turnering Detaljer... | Frankrike Varian Pasquet Andy Timo Rayan Rebbadj Théo Forner Stephen Parez Paulin Riva Jefferson-Lee Joseph Antoine Zeghdar Aaron Grandidier Nkanang Jean-Pascal Barraque Antoine Dupont Jordan Sepho Nelson Épée | Fiji Joji Nasova Joseva Talacolo Jeremia Matana Sevuloni Mocenacagi Iosefo Masi Ponepati Loganimasi Terio Tamani Waisea Nacuqu Jerry Tuwai Iowane Teba Kaminieli Rasaku Selestino Ravutaumada Josaia Raisuqe Filipe Sauturaga        | Sydafrika Christie Grobbelaar Ryan Oosthuizen Impi Visser Zain Davids Quewin Nortje Tiaan Pretorius Tristan Leyds Selvyn Davids Shaun Williams Rosko Specman Siviwe Soyizwapi Shilton van Wyk Ronald Brown |

Denna tabell: visa • redigera

## Simhopp
| Damer                              | Guld                         | Silver                         | Brons                                                 |
| 3 m svikt Detaljer...              | Chen Yiwen Kina              | Maddison Keeney Australien     | Chang Yani Kina                                       |
| 10 m plattform Detaljer...         | Quan Hongchan Kina           | Chen Yuxi Kina                 | Kim Mi-rae Nordkorea                                  |
| Parhopp 3 m svikt Detaljer...      | Kina Chen Yiwen Chang Yani   | USA Sarah Bacon Kassidy Cook   | Storbritannien Yasmin Harper Scarlett Mew Jensen      |
| Parhopp 10 m plattform Detaljer... | Kina Chen Yuxi Quan Hongchan | Nordkorea Kim Mi-rae Jo Jin-mi | Storbritannien Andrea Spendolini-Sirieix Lois Toulson |

| Herrar                             | Guld                          | Silver                                 | Brons                                       |
| 3 m svikt Detaljer...              | Xie Siyi Kina                 | Wang Zongyuan Kina                     | Osmar Olvera Mexiko                         |
| 10 m plattform Detaljer...         | Cao Yuan Kina                 | Rikuto Tamai Japan                     | Noah Williams Storbritannien                |
| Parhopp 3 m svikt Detaljer...      | Kina Wang Zongyuan Long Daoyi | Mexiko Juan Celaya Osmar Olvera        | Storbritannien Anthony Harding Jack Laugher |
| Parhopp 10 m plattform Detaljer... | Kina Yang Hao Lian Junjie     | Storbritannien Tom Daley Noah Williams | Kanada Rylan Wiens Nathan Zsombor-Murray    |

Denna tabell: visa • redigera

## Simning

### Damer
| Gren                            | Guld | Guld                      | Silver | Silver        | Brons | Brons         |
| 50 m frisim Detaljer...         | Sarah Sjöström Sverige | 23,71                     | Meg Harris Australien | 23,97         | Zhang Yufei Kina | 24,20         |
| 100 meter frisim Detaljer...    | Sarah Sjöström Sverige | 52,16                     | Torri Huske USA | 52,29         | Siobhan Haughey Hongkong | 52,33         |
| 200 meter frisim Detaljer...    | Mollie O'Callaghan Australien | 1.53,27 0OR0              | Ariarne Titmus Australien | 1.53,81       | Siobhan Haughey Hongkong | 1.54,55       |
| 400 meter frisim Detaljer...    | Ariarne Titmus Australien | 3.57,49                   | Summer McIntosh Kanada | 3.58,37       | Katie Ledecky USA | 4.00,86       |
| 800 meter frisim Detaljer...    | Katie Ledecky USA | 8.11,04                   | Ariarne Titmus Australien | 8.12,29 0AR0  | Paige Madden USA | 8.13,00       |
| 1 500 meter frisim Detaljer...  | Katie Ledecky USA | 15.30,02 0OR0             | Anastasija Kirpitjnikova Frankrike | 15.40,35 0NR0 | Isabel Gose Tyskland | 15.41,16 0NR0 |
|                                 | |                           | |               | |               |
| 100 meter ryggsim Detaljer...   | Kaylee McKeown Australien | 57,33 0OR0, 0=AR0         | Regan Smith USA | 57,66         | Katharine Berkoff USA | 57,98         |
| 200 meter ryggsim Detaljer...   | Kaylee McKeown Australien | 2.03,73 0OR0              | Regan Smith USA | 2.04,26       | Kylie Masse Kanada | 2.05,57       |
|                                 | |                           | |               | |               |
| 100 meter bröstsim Detaljer...  | Tatjana Smith Sydafrika | 1.05,28                   | Tang Qianting Kina | 1.05,54       | Mona McSharry Irland | 1.05,59       |
| 200 meter bröstsim Detaljer...  | Kate Douglass USA | 2.19,24 0AR0              | Tatjana Smith Sydafrika | 2.19,60       | Tes Schouten Nederländerna                                                                                                   | 2.21,05       |
|                                 | |                           | |               | |               |
| 100 meter fjärilsim Detaljer... | Torri Huske USA | 55,59                     | Gretchen Walsh USA | 55,63         | Zhang Yufei Kina | 56,21         |
| 200 meter fjärilsim Detaljer... | Summer McIntosh Kanada | 2.03,03 0OR0, 0VRJ0, 0AR0 | Regan Smith USA | 2.03,84 0NR0  | Zhang Yufei Kina | 2.05,09       |
|                                 | |                           | |               | |               |
| 200 meter medley Detaljer...    | Summer McIntosh Kanada | 2.06,56 0OR0, 0VRJ0, 0NR0 | Kate Douglass USA | 2.06,92       | Kaylee McKeown Australien | 2.08,08       |
| 400 meter medley Detaljer...    | Summer McIntosh Kanada | 4.27,71                   | Katie Grimes USA | 4.33,40       | Emma Weyant USA | 4.34,93       |
|                                 | |                           | |               | |               |
| 4×100 meter frisim Detaljer...  | Australien Mollie O'Callaghan (52,24) Shayna Jack (52,35) Emma McKeon (52,39) Meg Harris (51,94) Olivia Wunsch* Bronte Campbell*                          | 3.28,92 0OR0              | USA Kate Douglass (52,98) Gretchen Walsh (52,55) Torri Huske (52,06) Simone Manuel (52,61) Abbey Weitzeil* Erika Connolly*                                           | 3.30,20 0AR0  | Kina Yang Junxuan (52,48) Cheng Yujie (52,76) Zhang Yufei (52,75) Wu Qingfeng (52,31) Yu Yiting*                             | 3.30,30 0AR0  |
| 4×200 meter frisim Detaljer...  | Australien Mollie O'Callaghan (1.53,52) Lani Pallister (1.55,61) Brianna Throssell (1.56,00) Ariarne Titmus (1.52,95) Jamie Perkins* Shayna Jack*         | 7.38,08 0OR0              | USA Claire Weinstein (1.54,88) Paige Madden (1.55,63) Katie Ledecky (1.54,93) Erin Gemmell (1.55,40) Anna Peplowski* Simone Manuel* Alex Shackell*                   | 7.40,86       | Kina Yang Junxuan (1.54,52) Li Bingjie (1.55,05) Ge Chutong (1.57,45) Liu Yaxin (1.55,32) Tang Muhan* Kong Yaqi*             | 7.42,34       |
| 4×100 meter medley Detaljer...  | USA Regan Smith (57,28) 0OR0 Lilly King (1.04,90) Gretchen Walsh (55,03) Torri Huske (52,42) Katharine Berkoff* Emma Weber* Alex Shackell* Kate Douglass* | 3.49,63 0VR0              | Australien Kaylee McKeown (57,72) Jenna Strauch (1.07,31) Emma McKeon (56,25) Mollie O'Callaghan (51,83) Iona Anderson* Ella Ramsay* Alexandria Perkins* Meg Harris* | 3.53,11       | Kina Wan Letian (59,81) Tang Qianting (1.05,79) Zhang Yufei (55,52) Yang Junxuan (52,11) Wang Xueer* Yu Yiting* Wu Qingfeng* | 3.53,23       |
|                                 | |                           | |               | |               |
| 10 km öppet vatten Detaljer...  | Sharon van Rouwendaal Nederländerna | 2:03.34,2                 | Moesha Johnson Australien | 2:03.39,7     | Ginevra Taddeucci Italien | 2:03.42,8     |

* = deltog i försöken och erhöll medalj

### Herrar
| Gren                            | Guld | Guld               | Silver | Silver       | Brons | Brons          |
| 50 m frisim Detaljer...         | Cameron McEvoy Australien | 21,25              | Ben Proud Storbritannien | 21,30        | Florent Manaudou Frankrike | 21,56          |
| 100 meter frisim Detaljer...    | Pan Zhanle Kina | 46,40 0VR0         | Kyle Chalmers Australien | 47,48        | David Popovici Rumänien | 47,49          |
| 200 meter frisim Detaljer...    | David Popovici Rumänien | 1.44,72            | Matthew Richards Storbritannien | 1.44,74      | Luke Hobson USA | 1.44,79        |
| 400 meter frisim Detaljer...    | Lukas Märtens Tyskland | 3.41,78            | Elijah Winnington Australien | 3.42,21      | Kim Woo-min Sydkorea | 3.42,50        |
| 800 meter frisim Detaljer...    | Daniel Wiffen Irland | 7.38,19 0OR0, 0AR0 | Robert Finke USA | 7.38,75      | Gregorio Paltrinieri Italien | 7.39,38        |
| 1 500 meter frisim Detaljer...  | Robert Finke USA | 14.30,67 0VR0      | Gregorio Paltrinieri Italien | 14.34,55     | Daniel Wiffen Irland | 14.39,63       |
|                                 | |                    | |              | |                |
| 100 meter ryggsim Detaljer...   | Thomas Ceccon Italien | 52,00              | Xu Jiayu Kina | 52,32        | Ryan Murphy USA | 52,39          |
| 200 meter ryggsim Detaljer...   | Hubert Kós Ungern | 1.54,26            | Apostolos Christou Grekland | 1.54,82 0NR0 | Roman Mityukov Schweiz | 1.54,85 0NR0   |
|                                 | |                    | |              | |                |
| 100 meter bröstsim Detaljer...  | Nicolò Martinenghi Italien | 59,03              | Adam Peaty Storbritannien Nic Fink USA | 59,05        | Ingen medaljör | Ingen medaljör |
| 200 meter bröstsim Detaljer...  | Léon Marchand Frankrike | 2.05,85 0OR0, 0AR0 | Zac Stubblety-Cook Australien | 2.06,79      | Caspar Corbeau Nederländerna | 2.07,90        |
|                                 | |                    | |              | |                |
| 100 meter fjärilsim Detaljer... | Kristóf Milák Ungern | 49,90              | Joshua Liendo Kanada | 49,99 0NR0   | Ilya Kharun Kanada | 50,45          |
| 200 meter fjärilsim Detaljer... | Léon Marchand Frankrike | 1.51,21 0OR0, 0NR0 | Kristóf Milák Ungern | 1.51,75      | Ilya Kharun Kanada | 1.52,80 0NR0   |
|                                 | |                    | |              | |                |
| 200 meter medley Detaljer...    | Léon Marchand Frankrike | 1.54,06 0OR0, 0ER0 | Duncan Scott Storbritannien | 1.55,31      | Wang Shun Kina | 1.56,00        |
| 400 meter medley Detaljer...    | Léon Marchand Frankrike | 4.02,95 0OR0       | Tomoyuki Matsushita Japan | 4.08,62      | Carson Foster USA | 4.08,66        |
|                                 | |                    | |              | |                |
| 4×100 meter frisim Detaljer...  | USA Jack Alexy (47,67) Chris Guiliano (47,33) Hunter Armstrong (46,75) Caeleb Dressel (47,53) Ryan Held* Matt King*                 | 3.09,28            | Australien Jack Cartwright (48,03) Flynn Southam (48,00) Kai Taylor (47,73) Kyle Chalmers (46,59) William Yang*                             | 3.10,35      | Italien Alessandro Miressi (48,04) Thomas Ceccon (47,44) Paolo Conte Bonin (48,16) Manuel Frigo (47,06) Lorenzo Zazzeri* Leonardo Deplano*         | 3.10,70        |
| 4×200 meter frisim Detaljer...  | Storbritannien James Guy (1.45,09) Tom Dean (1.45,28) Matthew Richards (1.45,11) Duncan Scott (1.43,95) Jack McMillan* Kieran Bird* | 6.59,43            | USA Luke Hobson (1.45,55) Carson Foster (1.45,31) Drew Kibler (1.45,12) Kieran Smith (1.44,80) Brooks Curry* Blake Pieroni* Chris Guiliano* | 7.00,78      | Australien Maximillian Giuliani (1.45,99) Flynn Southam (1.45,53) Elijah Winnington (1.45,19) Thomas Neill (1.45,27) Kai Taylor* Zac Incerti*      | 7.01,98        |
| 4×100 meter medley Detaljer...  | Kina Xu Jiayu (52,37) Qin Haiyang (57,98) Sun Jiajun (51,19) Pan Zhanle (45,92) Wang Changhao*                                      | 3.27,46            | USA Ryan Murphy (52,44) Nic Fink (58,97) Caeleb Dressel (49,41) Hunter Armstrong (47,19) Charlie Swanson* Thomas Heilman* Jack Alexy*       | 3.28,01      | Frankrike Yohann Ndoye-Brouard (52,60) Léon Marchand (58,62) Maxime Grousset (49,57) Florent Manaudou (47,59) Clément Secchi* Rafael Fente-Damers* | 3.28,38 0NR0   |
|                                 | |                    | |              | |                |
| 10 km öppet vatten Detaljer...  | Kristóf Rasovszky Ungern | 1:50.52,7          | Oliver Klemet Tyskland | 1:50.54,8    | Dávid Betlehem Ungern | 1:51.09,0      |

* = deltog i försöken och erhöll medalj

### Mix
| Gren                           | Guld | Guld         | Silver | Silver       | Brons | Brons        |
| 4×100 meter medley Detaljer... | USA Ryan Murphy (52,08) Nic Fink (58,29) Gretchen Walsh (55,18) Torri Huske (51,88) Regan Smith* Charlie Swanson* Caeleb Dressel* Abbey Weitzeil* | 3.37,43 0VR0 | Kina Xu Jiayu (52,13) Qin Haiyang (57,82) Zhang Yufei (55,64) Yang Junxuan (51,96) Tang Qianting* Pan Zhanle* | 3.37,55 0AR0 | Australien Kaylee McKeown (57,90) Joshua Yong (58,43) Matthew Temple (50,42) Mollie O'Callaghan (52,01) Iona Anderson* Zac Stubblety-Cook* Emma McKeon* Kyle Chalmers* | 3.38,76 0AR0 |

* = deltog i försöken och erhöll medalj
Denna tabell: visa • redigera

## Skateboard
| Gren                         | Guld                     | Silver              | Brons                    |  |
| Damernas park Detaljer...    | Arisa Trew Australien    | Kokona Hiraki Japan | Sky Brown Storbritannien |  |
| Damernas street Detaljer...  | Coco Yoshizawa Japan     | Liz Akama Japan     | Rayssa Leal Brasilien    |  |
|                              |                          |                     |                          |  |
| Herrarnas park Detaljer...   | Keegan Palmer Australien | Tom Schaar USA      | Augusto Akio Brasilien   |  |
| Herrarnas street Detaljer... | Yuto Horigome Japan      | Jagger Eaton USA    | Nyjah Huston USA         |  |

Denna tabell: visa • redigera

## Skytte
| Damer                                       | Guld                     | Silver                         | Brons                  |  |  |  |
| 10 meter luftpistol Detaljer...             | Oh Ye-jin Sydkorea       | Kim Ye-ji Sydkorea             | Manu Bhaker Indien     |  |  |  |
| 25 meter pistol Detaljer...                 | Yang Ji-in Sydkorea      | Camille Jedrzejewski Frankrike | Veronika Major Ungern  |  |  |  |
|                                             |                          |                                |                        |  |  |  |
| 10 meter luftgevär Detaljer...              | Ban Hyo-jin Sydkorea     | Huang Yuting Kina              | Audrey Gogniat Schweiz |  |  |  |
| 50 meter gevär, tre ställningar Detaljer... | Chiara Leone Schweiz     | Sagen Maddalena USA            | Zhang Qiongyue Kina    |  |  |  |
|                                             |                          |                                |                        |  |  |  |
| Skeet Detaljer...                           | Francisca Crovetto Chile | Amber Rutter Storbritannien    | Austen Smith USA       |  |  |  |
| Trap Detaljer...                            | Adriana Ruano Guatemala  | Silvana Stanco Italien         | Penny Smith Australien |  |  |  |

| Herrar                                      | Guld                        | Silver                        | Brons                          |  |  |  |
| 10 meter luftpistol Detaljer...             | Xie Yu Kina                 | Federico Nilo Maldini Italien | Paolo Monna Italien            |  |  |  |
| 25 meter snabbpistol Detaljer...            | Li Yuehong Kina             | Cho Yeong-jae Sydkorea        | Wang Xinjie Kina               |  |  |  |
|                                             |                             |                               |                                |  |  |  |
| 10 meter luftgevär Detaljer...              | Sheng Lihao Kina            | Victor Lindgren Sverige       | Miran Maričić Kroatien         |  |  |  |
| 50 meter gevär, tre ställningar Detaljer... | Liu Yukun Kina              | Serhij Kulisj Ukraina         | Swapnil Kusale Indien          |  |  |  |
|                                             |                             |                               |                                |  |  |  |
| Skeet Detaljer...                           | Vincent Hancock USA         | Conner Prince USA             | Lee Meng-yuan Kinesiska Taipei |  |  |  |
| Trap Detaljer...                            | Nathan Hales Storbritannien | Qi Ying Kina                  | Jean Pierre Brol Guatemala     |  |  |  |

| Mixedlag                        | Guld                                   | Silver                                   | Brons                                 |
| 10 meter luftpistol Detaljer... | Serbien Zorana Arunović Damir Mikec    | Turkiet Şevval İlayda Tarhan Yusuf Dikeç | Indien Manu Bhaker Sarabjot Singh     |
| 10 meter luftgevär Detaljer...  | Kina Huang Yuting Sheng Lihao          | Sydkorea Keum Ji-hyeon Park Ha-jun       | Kazakstan Alexandra Le Islam Satpayev |
| Skeet Detaljer...               | Italien Diana Bacosi Gabriele Rossetti | USA Austen Smith Vincent Hancock         | Kina Jiang Yiting Lyu Jianlin         |

Denna tabell: visa • redigera

## Sportklättring
| Sportklättring                    | Guld                        | Silver              | Brons                    |  |  |  |
| Damernas kombination Detaljer...  | Janja Garnbret Slovenien    | Brooke Raboutou USA | Jessica Pilz Österrike   |  |  |  |
| Damernas speed Detaljer...        | Aleksandra Mirosław Polen   | Deng Lijuan Kina    | Aleksandra Kałucka Polen |  |  |  |
|                                   |                             |                     |                          |  |  |  |
| Herrarnas kombination Detaljer... | Toby Roberts Storbritannien | Sorato Anraku Japan | Jakob Schubert Österrike |  |  |  |
| Herrarnas speed Detaljer...       | Veddriq Leonardo Indonesien | Wu Peng Kina        | Sam Watson USA           |  |  |  |

Denna tabell: visa • redigera

## Surfing
| Surfing                       | Guld                  | Silver                        | Brons                    |
| Damernas tävling Detaljer...  | Caroline Marks USA    | Tatiana Weston-Webb Brasilien | Johanne Defay Frankrike  |
| Herrarnas tävling Detaljer... | Kauli Vaast Frankrike | Jack Robinson Australien      | Gabriel Medina Brasilien |

Denna tabell: visa • redigera

## Taekwondo
| Damer                          | Guld                            | Silver                      | Brons                    |
| Flugvikt (49 kg) Detaljer...   | Panipak Wongpattanakit Thailand | Guo Qing Kina               | Mobina Nematzadeh Iran   |
| Flugvikt (49 kg) Detaljer...   | Panipak Wongpattanakit Thailand | Guo Qing Kina               | Lena Stojković Kroatien  |
| Fjädervikt (57 kg) Detaljer... | Kim Yu-jin Sydkorea             | Nahid Kiani Iran            | Skylar Park Kanada       |
| Fjädervikt (57 kg) Detaljer... | Kim Yu-jin Sydkorea             | Nahid Kiani Iran            | Kimia Alizadeh Bulgarien |
| Mellanvikt (67 kg) Detaljer... | Viviana Márton Ungern           | Aleksandra Perišić Serbien  | Kristina Teachout USA    |
| Mellanvikt (67 kg) Detaljer... | Viviana Márton Ungern           | Aleksandra Perišić Serbien  | Sarah Chaâri Belgien     |
| Tungvikt (+67 kg) Detaljer...  | Althéa Laurin Frankrike         | Svetlana Osipova Uzbekistan | Lee Da-bin Sydkorea      |
| Tungvikt (+67 kg) Detaljer...  | Althéa Laurin Frankrike         | Svetlana Osipova Uzbekistan | Nafia Kuş Turkiet        |

| Herrar                         | Guld                        | Silver                          | Brons                               |
| Flugvikt (58 kg) Detaljer...   | Park Tae-joon Sydkorea      | Qaşim Maqomedov Azerbajdzjan    | Cyrian Ravet Frankrike              |
| Flugvikt (58 kg) Detaljer...   | Park Tae-joon Sydkorea      | Qaşim Maqomedov Azerbajdzjan    | Mohamed Khalil Jendoubi Tunisien    |
| Fjädervikt (68 kg) Detaljer... | Ulugbek Rashitov Uzbekistan | Zaid Kareem Jordanien           | Liang Yushuai Kina                  |
| Fjädervikt (68 kg) Detaljer... | Ulugbek Rashitov Uzbekistan | Zaid Kareem Jordanien           | Edival Pontes Brasilien             |
| Mellanvikt (80 kg) Detaljer... | Firas Katoussi Tunisien     | Mehran Barkhordari Iran         | Simone Alessio Italien              |
| Mellanvikt (80 kg) Detaljer... | Firas Katoussi Tunisien     | Mehran Barkhordari Iran         | Edi Hrnic Danmark                   |
| Tungvikt (+80 kg) Detaljer...  | Arian Salimi Iran           | Caden Cunningham Storbritannien | Rafael Alba Kuba                    |
| Tungvikt (+80 kg) Detaljer...  | Arian Salimi Iran           | Caden Cunningham Storbritannien | Cheick Sallah Cissé Elfenbenskusten |

Denna tabell: visa • redigera

## Tennis
| Gren                    | Guld                                     | Silver                                                         | Brons                                           |
| Damsingel Detaljer...   | Zheng Qinwen Kina                        | Donna Vekić Kroatien                                           | Iga Świątek Polen                               |
| Damdubbel Detaljer...   | Italien Sara Errani Jasmine Paolini      | Individuella neutrala idrottare Mirra Andrejeva Diana Shnaider | Spanien Cristina Bucșa Sara Sorribes Tormo      |
| Herrsingel Detaljer...  | Novak Djokovic Serbien                   | Carlos Alcaraz Spanien                                         | Lorenzo Musetti Italien                         |
| Herrdubbel Detaljer...  | Australien Matthew Ebden John Peers      | USA Austin Krajicek Rajeev Ram                                 | USA Taylor Fritz Tommy Paul                     |
| Mixeddubbel Detaljer... | Tjeckien Kateřina Siniaková Tomáš Macháč | Kina Wang Xinyu Zhang Zhizhen                                  | Kanada Gabriela Dabrowski Félix Auger-Aliassime |

Denna tabell: visa • redigera

## Triathlon
| Triathlon              | Guld                                                          | Guld    | Silver                                                   | Silver  | Brons                                                                  | Brons   |
| Damer Detaljer...      | Cassandre Beaugrand Frankrike                                 | 1:54.55 | Julie Derron Schweiz                                     | 1:55.01 | Beth Potter Storbritannien                                             | 1:55.10 |
| Herrar Detaljer...     | Alex Yee Storbritannien                                       | 1:43.33 | Hayden Wilde Nya Zeeland                                 | 1:43.39 | Léo Bergère Frankrike                                                  | 1:43.43 |
| Mixstafett Detaljer... | Tyskland Tim Hellwig Lisa Tertsch Lasse Lührs Laura Lindemann | 1:25.39 | USA Seth Rider Taylor Spivey Morgan Pearson Taylor Knibb | 1:25.40 | Storbritannien Alex Yee Georgia Taylor-Brown Sam Dickinson Beth Potter | 1:25.40 |

Denna tabell: visa • redigera

## Tyngdlyftning
| Damernas grenar    | Guld                 | Guld        | Silver                  | Silver | Brons                           | Brons  |
| 49 kg Detaljer...  | Hou Zhihui Kina      | 206 kg      | Mihaela Cambei Rumänien | 205 kg | Surodchana Khambao Thailand     | 200 kg |
| 59 kg Detaljer...  | Luo Shifang Kina     | 241 kg 0OR0 | Maude Charron Kanada    | 236 kg | Kuo Hsing-chun Kinesiska Taipei | 235 kg |
| 71 kg Detaljer...  | Olivia Reeves USA    | 262 kg      | Mari Sánchez Colombia   | 257 kg | Angie Palacios Ecuador          | 256 kg |
| 81 kg Detaljer...  | Solfrid Koanda Norge | 275 kg 0OR0 | Sara Ahmed Egypten      | 268 kg | Neisi Dajomes Ecuador           | 267 kg |
| +81 kg Detaljer... | Li Wenwen Kina       | 309 kg      | Park Hye-jeong Sydkorea | 299 kg | Emily Campbell Storbritannien   | 288 kg |

| Herrarnas grenar    | Guld                        | Guld              | Silver                       | Silver | Brons                                               | Brons  |
| 61 kg Detaljer...   | Li Fabin Kina               | 310 kg            | Theerapong Silachai Thailand | 303 kg | Hampton Morris USA                                  | 298 kg |
| 73 kg Detaljer...   | Rizki Juniansyah Indonesien | 354 kg            | Weeraphon Wichuma Thailand   | 346 kg | Bozhidar Andreev Bulgarien                          | 344 kg |
| 89 kg Detaljer...   | Karlos Nasar Bulgarien      | 404 kg 0VR0, 0OR0 | Yeison López Colombia        | 390 kg | Antonino Pizzolato Italien                          | 384 kg |
| 102 kg Detaljer...  | Liu Huanhua Kina            | 406 kg            | Akbar Djuraev Uzbekistan     | 404 kg | Jaŭheni Tsichantsoŭ Individuella neutrala idrottare | 402 kg |
| +102 kg Detaljer... | Lasha Talakhadze Georgien   | 470 kg            | Varazdat Lalayan Armenien    | 467 kg | Gor Minasyan Bahrain                                | 461 kg |

Denna tabell: visa • redigera

## Vattenpolo
| Vattenpolo                      | Guld | Silver | Brons |
| Damernas turnering Detaljer...  | Spanien Paula Camus Paula Crespí Anni Espar Laura Ester Judith Forca Maica García Godoy Paula Leitón Beatriz Ortiz Pili Peña Nona Pérez Isabel Piralkova Elena Ruiz Martina Terré                          | Australien Abby Andrews Charlize Andrews Zoe Arancini Elle Armit Keesja Gofers Sienna Green Bronte Halligan Sienna Hearn Danijela Jackovich Matilda Kearns Genevieve Longman Gabriella Palm Alice Williams | Nederländerna Laura Aarts Sarah Buis Kitty-Lynn Joustra Maartje Keuning Lola Moolhuijzen Bente Rogge Lieke Rogge Vivian Sevenich Brigitte Sleeking Nina ten Broek Simone van de Kraats Sabrina van der Sloot Iris Wolves |
| Herrarnas turnering Detaljer... | Serbien Radoslav Filipović Dušan Mandić Strahinja Rašović Sava Ranđelović Miloš Ćuk Nikola Dedović Radomir Drašović Nikola Jakšić Nemanja Ubović Nemanja Vico Petar Jakšić Viktor Rašović Vladimir Mišović | Kroatien Marko Bijač Rino Burić Loren Fatović Luka Lončar Maro Joković Luka Bukić Ante Vukičević Marko Žuvela Jerko Marinić Kragić Josip Vrlić Matias Biljaka Konstantin Charkov Toni Popadić              | USA Alex Bowen Luca Cupido Hannes Daube Chase Dodd Ryder Dodd Ben Hallock Drew Holland Johnny Hooper Max Irving Alex Obert Marko Vavic Adrian Weinberg Dylan Woodhead                                                    |

Denna tabell: visa • redigera

## Volleyboll
| Beachvolleyboll                 | Guld                                               | Silver                                          | Brons                                |
| Damernas turnering Detaljer...  | Brasilien Ana Patrícia Ramos Eduarda Santos Lisboa | Kanada Melissa Humana-Paredes Brandie Wilkerson | Schweiz Tanja Hüberli Nina Betschart |
| Herrarnas turnering Detaljer... | Sverige David Åhman Jonatan Hellvig                | Tyskland Nils Ehlers Clemens Wickler            | Norge Anders Mol Christian Sørum     |

| Volleyboll                      | Guld | Silver | Brons |
| Damernas turnering Detaljer...  | Italien Marina Lubian Carlotta Cambi Monica De Gennaro Alessia Orro Caterina Bosetti Anna Danesi Myriam Sylla Paola Egonu Sarah Luisa Fahr Loveth Omoruyi Ekaterina Antropova Gaia Giovannini Ilaria Spirito | USA Micha Hancock Jordyn Poulter Avery Skinner Justine Wong-Orantes Lauren Carlini Jordan Larson Annie Drews Jordan Thompson Haleigh Washington Dana Rettke Kathryn Plummer Kelsey Robinson Cook Chiaka Ogbogu | Brasilien Nyeme Costa Diana Duarte Macris Carneiro Thaísa Menezes Rosamaria Montibeller Roberta Ratzke Gabriela Guimarães Ana Cristina de Souza Natália Araújo Ana Carolina da Silva Júlia Bergmann Tainara Santos Lorenne Teixeira |
| Herrarnas turnering Detaljer... | Frankrike Barthélémy Chinenyeze Jenia Grebennikov Jean Patry Benjamin Toniutti Kévin Tillie Earvin N'Gapeth Antoine Brizard Nicolas Le Goff Trévor Clévenot Yacine Louati Théo Faure Quentin Jouffroy        | Polen Łukasz Kaczmarek Bartosz Kurek Wilfredo León Aleksander Śliwka Grzegorz Łomacz Jakub Kochanowski Kamil Semeniuk Paweł Zatorski Marcin Janusz Mateusz Bieniek Tomasz Fornal Norbert Huber                 | USA Matt Anderson Aaron Russell Jeffrey Jendryk Torey DeFalco Micah Christenson Maxwell Holt Micah Maʻa Thomas Jaeschke Garrett Muagututia Taylor Averill David Smith Erik Shoji                                                    |

Denna tabell: visa • redigera